# Gesù
Gesù di Nazareth (in aramaico יֵשׁוּעַ‎, Yēšūa'; Betlemme, 7 a.C.-1 a.C. – Gerusalemme, 26-36) è stato un rabbino ebreo antico fondatore e figura centrale del cristianesimo, religione che lo riconosce come il Cristo (Messia), figura ancora attesa dalla tradizione ebraica, e come Dio fatto uomo.

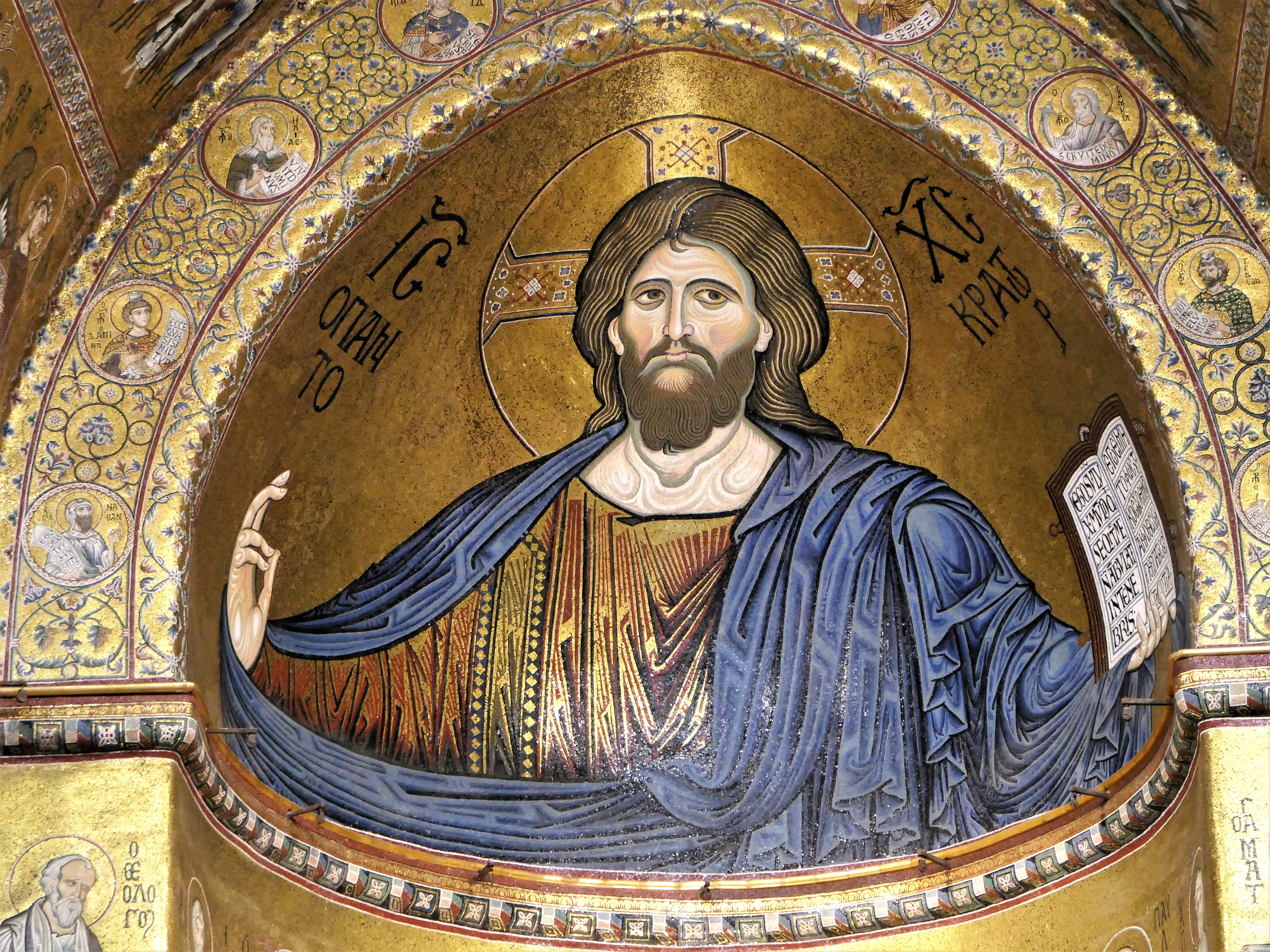
Il mosaico del Cristo Pantocratore nel Duomo di Monreale

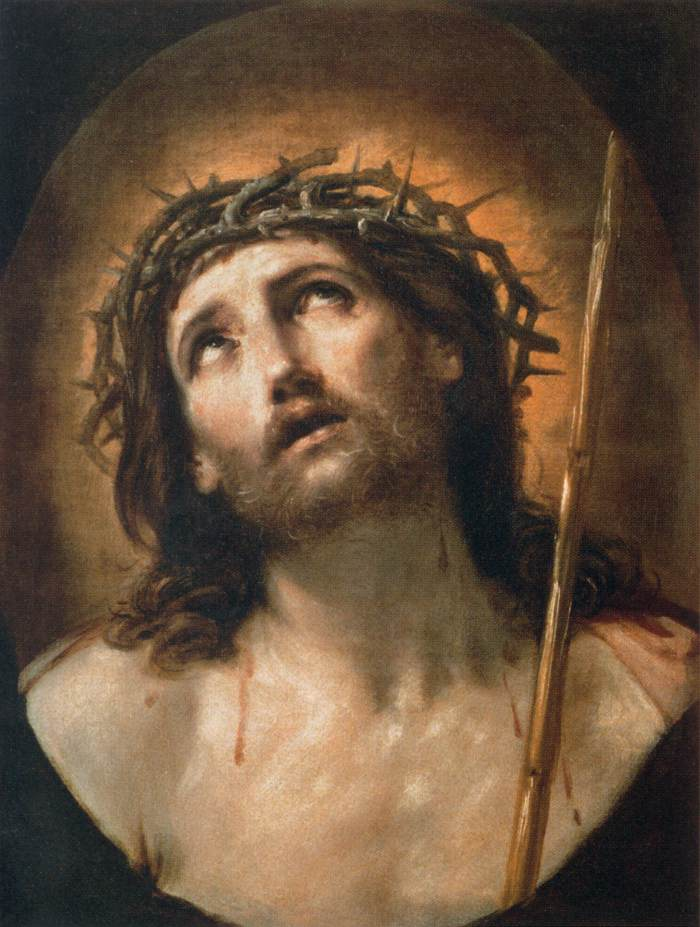
Raffigurazione di Gesù nel dipinto Ecce Homo di Guido Reni, Louvre, 1639-1640

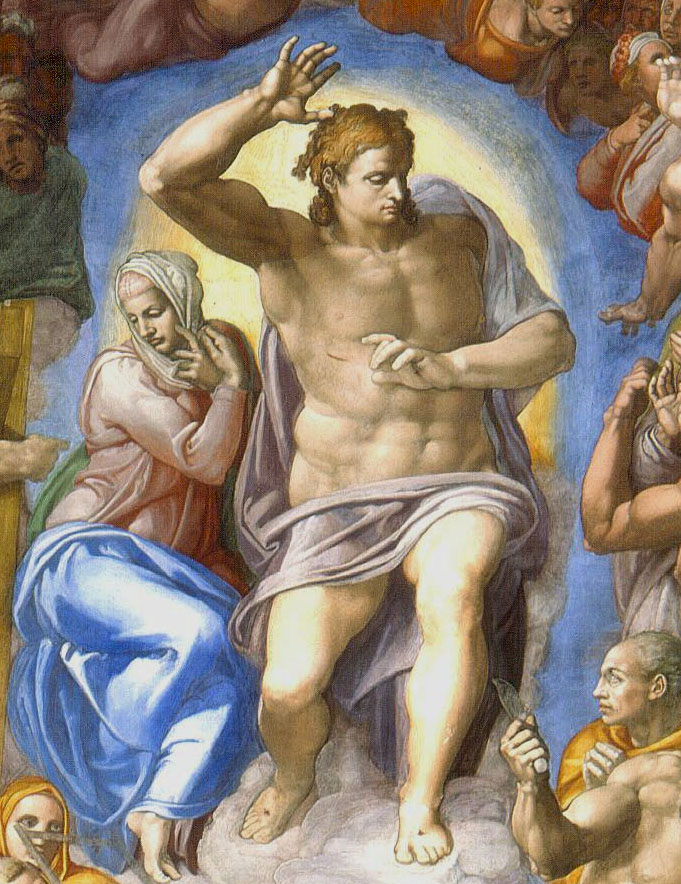
Il Cristo Giudice del Giudizio universale, Michelangelo Buonarroti, Cappella Sistina

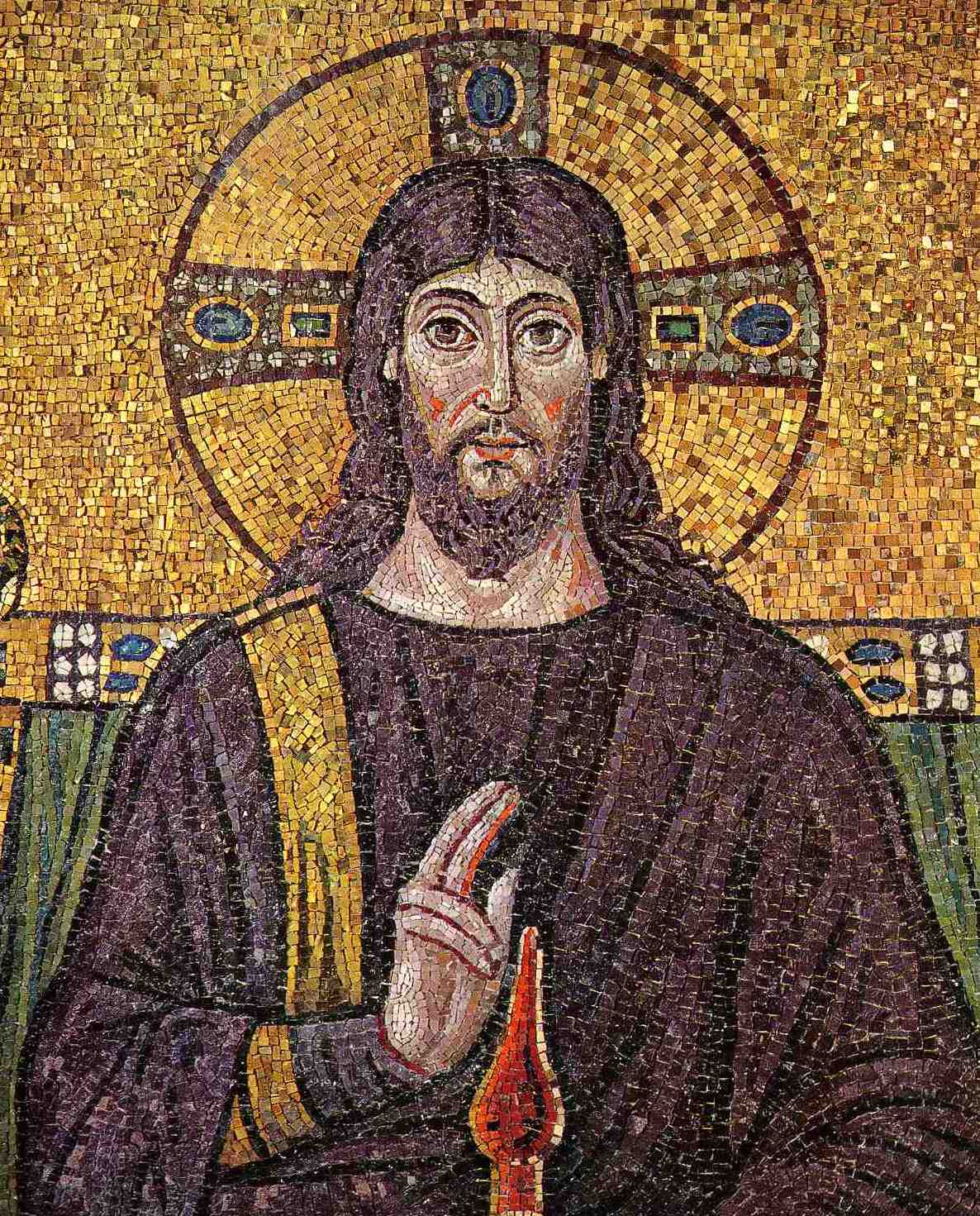
Cristo attorniato da angeli e santi, Basilica di Sant'Apollinare Nuovo a Ravenna. Mosaico di scuola ravennate italo-bizantina, completato nel 526

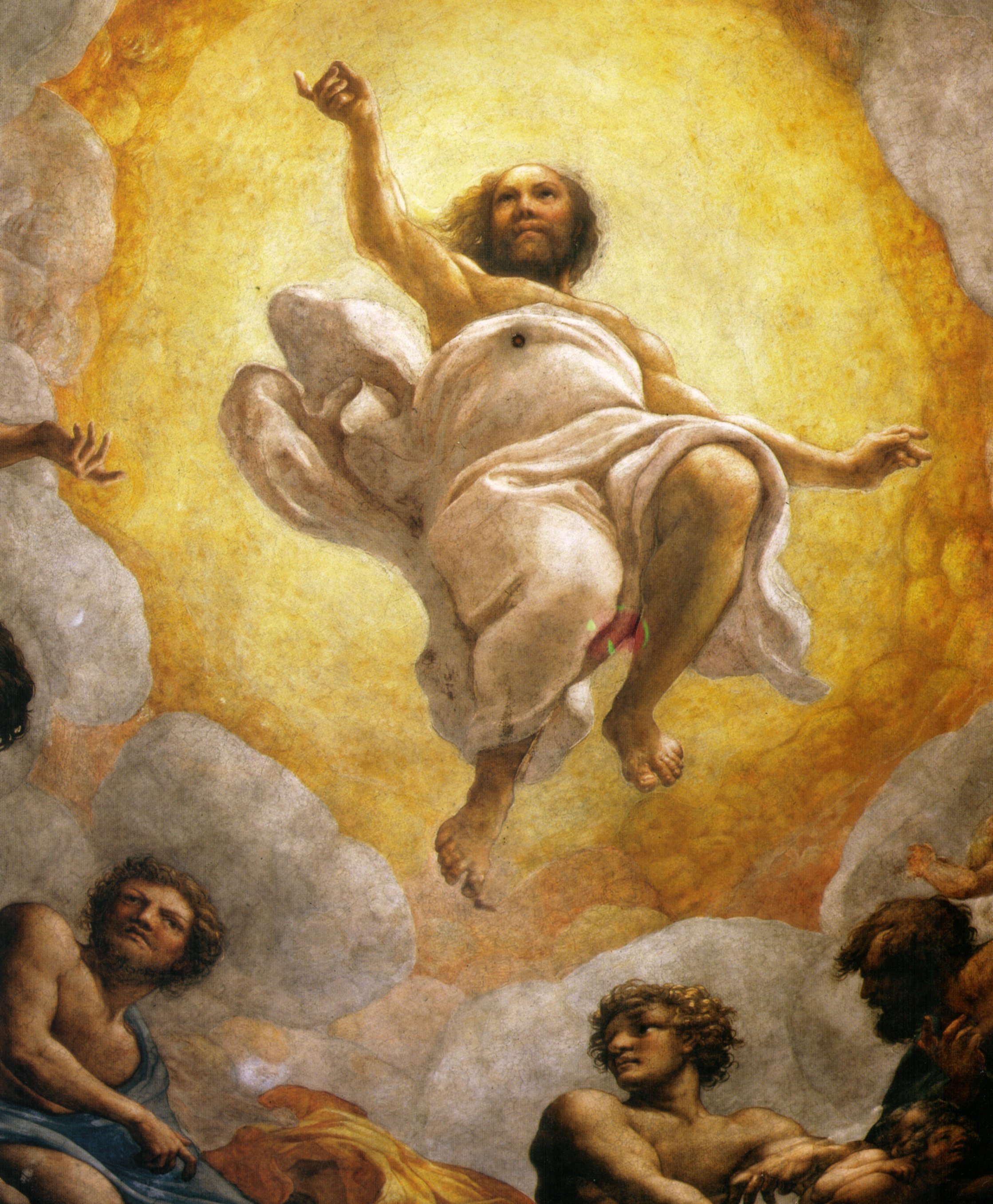
Il Cristo Trionfante del Correggio, decorazione del cielo della cupola di San Giovanni a Parma

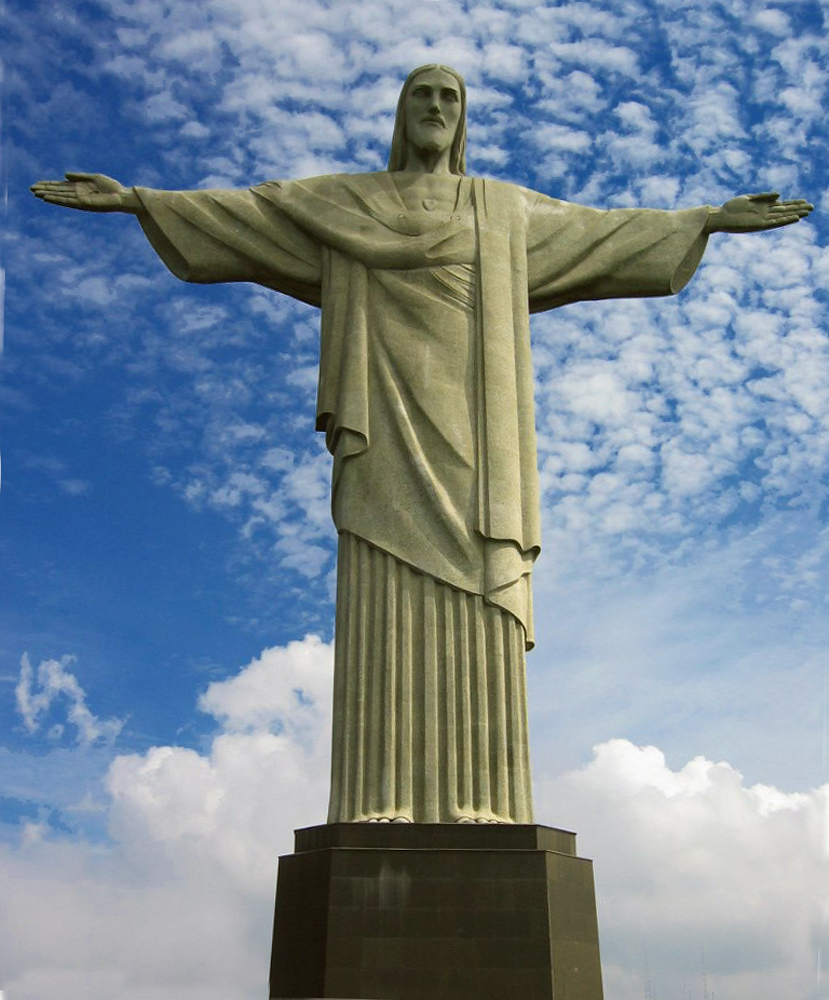
Il Cristo Redentore sulla vetta del Corcovado, presso Rio de Janeiro

Durante gli ultimi anni della sua vita, Gesù svolse l'attività di predicatore, guaritore ed esorcista in Galilea e nella provincia romana della Giudea, nella regione storica della Palestina.
Gesù è un adattamento del nome aramaico יֵשׁוּעַ (Yeshua in italiano Giosuè), che significa "Yahweh è salvezza" o "Yahweh salva". Secondo la tradizione cristiana, le principali fonti testuali relative a Gesù sono i quattro vangeli canonici (Matteo, Marco, Luca e Giovanni). Per quanto concerne le ricerche storiche sulla sua vita le principali fonti si trovano nel Nuovo Testamento, in particolare nelle Lettere di Paolo e nei vangeli sinottici, fonti che hanno trovato alcuni interessanti riscontri in ritrovamenti e studi archeologici. Gli ultimi secoli hanno visto infatti lo sviluppo di ricerche volte a valutare l'attendibilità storica dei vangeli, inclusi gli elementi soprannaturali e miracolosi, sia a ricostruire il profilo del Gesù storico.
I vangeli narrano la nascita di Gesù da Maria vergine, la predicazione focalizzata sull'annuncio del Regno dei Cieli e sull'amore al prossimo e realizzata con discorsi e parabole accompagnati da miracoli; narrano infine la sua passione, morte in croce, risurrezione e ascensione al cielo. I vangeli e gli altri scritti del Nuovo Testamento identificano Gesù con il Messia e il Figlio di Dio. Le neotestamentarie Lettere di Paolo esaltano il valore salvifico della sua morte e risurrezione. Per le principali confessioni religiose cristiane è la seconda persona della Trinità, assieme al Padre e allo Spirito Santo e "vero Dio e vero uomo".
Dai vangeli appare come la predicazione e l'operato di Gesù abbiano riscosso nella società ebraica coeva un successo limitato e circoscritto territorialmente ma che ha, secondo le fonti canoniche, raggiunto vari strati della società soprattutto quelli più bassi. Infatti, come Gesù stesso diceva, lui preferiva rivolgersi ai peccatori piuttosto che ai giusti. Non era raro infatti vederlo in compagnia di pubblicani e prostitute che allora erano considerati come degli scarti della società. Il breve periodo della sua predicazione si concluse con la morte in croce, richiesta, secondo i vangeli, dalle autorità ebraiche del Sinedrio, ma irrogata dall'autorità di Roma (che riservava agli schiavi una tale sorte), su decisione finale del prefetto romano Ponzio Pilato. Dopo la morte, i seguaci di Gesù Cristo ne sostennero la risurrezione e diffusero il messaggio della sua predicazione subendo anche persecuzioni; infatti, Gesù stesso dice nel Vangelo a chi ancora oggi vuole mettersi alla sua sequela: "come hanno perseguitato me perseguiteranno anche voi ". I suoi seguaci comunque ne hanno fatto una delle figure che ha esercitato maggiore influenza sulla cultura occidentale.
Secondo il punto di vista ebraico, Gesù è stato un predicatore itinerante, ma non il Messia atteso; non era Figlio di Dio, non ha compiuto miracoli e, dopo la morte in croce, non è risorto né asceso al cielo. La visione islamica della figura di Gesù lo presenta come uno dei maggiori profeti venuti prima di Maometto; nacque verginalmente, compì dei miracoli (per volere divino), non morì, ascese al Cielo, deve tornare alla fine dei tempi quando sconfiggerà l'anticristo, ma non poteva essere Dio, poiché quest'ultimo – secondo l'āya 3 della sūra CXII –, «non ha generato, né fu generato».
Molti movimenti religiosi contemporanei hanno elaborato una propria interpretazione, eterodossa e anche originale, su Gesù.

## Fonti testuali

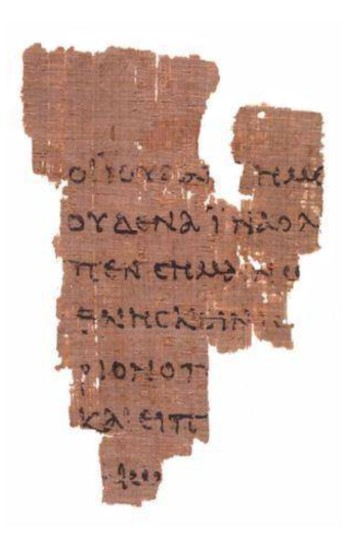
Il papiro P52, scritto in greco e paleograficamente datato attorno all'anno 125, è attualmente riconosciuto come il più antico documento riguardante Gesù che ci sia pervenuto. Contiene frammentariamente nel recto (la presente immagine) e nel verso.

Le fonti testuali relative a Gesù possono essere raggruppate in quattro tipologie:
- le lettere paoline incluse nel Nuovo Testamento: scritte approssimativamente tra il 51 e il 63[10] da Paolo di Tarso, che non conobbe direttamente Gesù, rappresentano i documenti noti più antichi, ma contengono pochi dati biografici sulla figura storica di Gesù. Le lettere non sono infatti finalizzate a fornire un resoconto completo di atti o insegnamenti, ma costituiscono tuttavia una testimonianza rilevante di come venisse tramandata e percepita l'esperienza gesuana nelle più antiche comunità cristiane;
- i quattro vangeli canonici (Matteo, Marco, Luca e Giovanni). I primi tre, i cosiddetti sinottici, scritti nella seconda metà del I secolo sono stati preceduti da una tradizione orale e da appunti scritti.[Nota 11] Il testo di Giovanni ha invece una datazione più avanzata, tra la fine del I e l'inizio del II secolo. I quattro vangeli raccontano dettagliatamente la vita pubblica di Gesù, cioè il periodo della predicazione negli ultimi anni della sua vita, mentre sulla sua vita privata precedente forniscono informazioni piuttosto scarne. Rappresentano i principali, ma non gli unici, documenti sui quali converge il lavoro ermeneutico degli storici. In epoca moderna si sono sviluppate differenti correnti di pensiero sull'attendibilità dei vangeli come resoconti storici e sulle metodologie da utilizzare per la loro analisi;
- i vangeli apocrifi. La maggior parte di essi non è considerata dagli studiosi una testimonianza del Gesù storico[Nota 12] (data la composizione tarda, a partire dalla metà del II secolo, sono al più utili per ricostruire l'ambiente religioso dei secoli successivi a Gesù),[Nota 13] anche per il genere letterario favolistico-leggendario che contraddistingue gran parte delle loro narrazioni.[Nota 14] Di particolare interesse per gli storici si è comunque rivelato il ritrovamento del Vangelo di Tommaso. La testimonianza degli apocrifi è variegata:
  - i cosiddetti vangeli dell'infanzia (quali il Vangelo dell'infanzia di Tommaso, da non confondersi con il testo gnostico attribuito all'apostolo, e il Vangelo dello pseudo-Matteo) presentano un carattere abbondantemente e gratuitamente miracolistico che sfocia spesso nel magico-fiabesco. Gesù appare come un bimbo prodigio, talvolta capriccioso e vendicativo;
  - i vangeli gnostici (tra i quali il Libro segreto di Giacomo, il Vangelo secondo Filippo e il Vangelo di Tommaso), contenenti prevalentemente rivelazioni private e inedite espresse in raccolte di loghia (detti), descrivono Gesù come una particella di divino intrappolata nella carne: il suo insegnamento mira ad abbandonare la materialità per raggiungere la salvezza;[11]
  - i cosiddetti vangeli della passione (ad esempio il Vangelo di Pietro e il Vangelo di Nicodemo) non aggiungono molto alle descrizioni della passione contenute nei vangeli canonici, caratterizzandosi però con l'intento di discolpare Ponzio Pilato e far ricadere la colpa della morte di Gesù sulle autorità religiose e sul popolo ebreo;
- fonti storiche non cristiane su Gesù. In alcune opere di autori antichi non cristiani (Tacito, Flavio Giuseppe, Plinio il Giovane, Luciano di Samosata) si trovano accenni a Gesù o ai suoi seguaci. Uno dei documenti più antichi è il cosiddetto Testimonium Flavianum, che diversi storici[12] ritengono però oggetto di interpolazioni tardive di copisti cristiani.

Uno dei più antichi artefatti archeologici correlabili a Gesù è la cosiddetta Iscrizione di Nazareth. Scavi condotti negli ultimi due secoli hanno inoltre fornito riscontri archeologici relativi a Ponzio Pilato e ad altri personaggi citati nei vangeli (Caifa, Simone di Cirene), nonché a luoghi quali, ad esempio, la Piscina di Siloe e la Piscina di Betzaeta. È inoltre documentata la pratica della crocifissione nella Gerusalemme del I secolo.

## Nome ed epiteti di Gesù

Il simbolo del pesce, ricorrente nella iconografia cristiana antica. Il termine "pesce" in greco ἰχθύς (ichthýs) è l'acronimo di Ἰησοῦς Χριστός Θεοῦ Ὑιός Σωτήρ (Iēsoùs Christòs Theoù Yiòs Sōtèr), "Gesù Cristo Figlio di Dio Salvatore".

Nei libri del Nuovo Testamento, scritti in greco ellenistico, Gesù è indicato come Ἰησοῦς (Iésous), che è la resa in greco del suo nome in ebraico יְהוֹשׁ֫וּעַ‎? (Yĕhošūa, contratto in Joshua) a sua volta composto da in ebraico יְהֹוָה‎? (Yahweh, nome proprio del Dio d'Israele) e in ebraico יָשַׁע‎? (yasha, salvezza) quindi con il significato di "Dio è la salvezza" oppure "Dio è salvezza". Era un nome piuttosto comune tra i giudei dell'epoca, reso in italiano anche (in riferimento ad altre persone) come Giosué.
Oltre che col nome proprio, Gesù viene indicato anche con vari epiteti e titoli (l'elenco è in ordine decrescente di frequenza):
- "[il] Cristo". In lingua greca [ὁ] Χριστός ([ho] CHristós), da χρίω (chrío), «ungere»: "[l']unto", "[il] consacrato" (per mezzo dell'olio d'oliva, spalmato o versato sul capo)[Nota 17] a sua volta traduzione dall'ebraico מָשִׁ֫יחַ‎ (māšîăḥ ) sempre nel significato di "unto". All'epoca di Gesù, il Cristo-Messia era l'inviato di Dio atteso dal popolo ebraico, dal quale ci si aspettava in particolare il riscatto sociale e politico dalla dominazione romana.[14]
- "Signore". In greco κύριος (Kyrios), usato soprattutto negli Atti degli Apostoli e nelle Lettere. Il titolo onorifico, nel greco classico privo di valore religioso, è particolarmente significativo applicato a Gesù, in quanto è il termine col quale la traduzione greca dei Settanta rende il prototermine masoretico ebraico יהוה‎ ("YHWH"), cioè il nome proprio di Dio, perlomeno nelle trascrizioni a noi pervenute.
- "Figlio dell'uomo". In greco υἱὸς τοῦ ἀνθρώπου (hyios tou anthrōpou). Nella tarda tradizione ebraica l'espressione כבר אנש (kevar enash, figlio dell'uomo) aveva anche una connotazione messianico-escatologica.[Nota 18]
- "Figlio di Dio". In greco υἱὸς τοῦ θεοῦ (hyios tou theou). Nell'Antico Testamento l'espressione ad esempio והוא יהיה־לי לבן (vehu yihyeh-li leven, "egli diverrà mio figlio", pronunciato da Dio e riferito all'erede della casa di Davide in II Samuele 7,14) indica una relazione stretta e indissolubile tra Dio e un uomo o una comunità umana. Nel Nuovo Testamento il titolo si riveste di un nuovo significato, indicando una filiazione vera e propria.[15]
- "Re". L'attributo della regalità era correlato al Messia, che era considerato discendente ed erede del re Davide. Gesù, pur identificandosi come Messia, non si è però attribuito le prerogative politiche che questo comportava.[16]

Altri titoli sono Messia, Rabbi, Profeta, Sacerdote, Nazoreo, Nazareno, Dio, Verbo, Figlio di Giuseppe, Emmanuele.
Inoltre, soprattutto da Giovanni, vengono applicate a Gesù espressioni allegoriche come: agnello, agnello di Dio, agnello immolato; luce, luce del mondo; pastore, buon pastore, pastore grande; pane della vita, pane vivo, pane di Dio; vita, autore della vita; vite; ultimo Adamo; porta; via; verità.

## Vita di Gesù secondo i vangeli canonici
I quattro vangeli canonici (Matteo, Marco, Luca e Giovanni) rappresentano le uniche fonti testuali antiche che descrivono dettagliatamente la vita di Gesù, soprattutto gli ultimi anni caratterizzati dal ministero pubblico. La nascita del moderno metodo storico-critico ha portato a esaminare criticamente i racconti evangelici, cercando di distinguerne il nucleo storico dagli aspetti leggendari e mitici.
Alcuni approfondimenti, in particolare relativamente a nascita, infanzia e giovinezza di Gesù, sono presenti anche nei vangeli apocrifi. Questi particolari tuttavia non sono riconosciuti dagli studiosi come storicamente fondati.
La narrazione della vita e dell'insegnamento di Gesù procede nei quattro vangeli prevalentemente in modo parallelo, soprattutto tra i primi tre (Matteo, Marco, Luca) — detti per questo "sinottici" —: un certo episodio è narrato da più vangeli, solitamente con alcune variazioni, ma sono presenti anche lacune o racconti propri di un singolo evangelista. In Giovanni mancano numerosi racconti presenti nei sinottici, mentre sono presenti svariate aggiunte proprie.
| Matteo                                                                  | Marco                                                | Luca                                                                                 | Giovanni                                                                    | Altri testi                                                    |
| ----------------------------------------------------------------------- | ---------------------------------------------------- | ------------------------------------------------------------------------------------ | --------------------------------------------------------------------------- | -------------------------------------------------------------- |
| -                                                                       | -                                                    | -                                                                                    | Prologo teologico (1,1-18)                                                  | -                                                              |
| Genealogia di Gesù (1,1-17)                                             | -                                                    | Genealogia di Gesù (3,23-38)                                                         | -                                                                           | -                                                              |
| Annunciazione a Giuseppe (1,18-25)                                      | -                                                    | Annunciazione a Maria (1,26-38)                                                      | -                                                                           | -                                                              |
| Accenno alla nascita (1,25-2,1)                                         | -                                                    | Nascita (2,1-20)                                                                     | -                                                                           | -                                                              |
| Epifania (2,1-12)                                                       | -                                                    | -                                                                                    | -                                                                           | -                                                              |
| -                                                                       | -                                                    | Circoncisione e presentazione al Tempio (2,22-39)                                    | -                                                                           | -                                                              |
| Fuga in Egitto e strage degli innocenti (2,13-23)                       | -                                                    | -                                                                                    | -                                                                           | -                                                              |
| -                                                                       | -                                                    | Ritrovamento al Tempio (2,41-50)                                                     | -                                                                           | -                                                              |
| Battesimo e tentazioni (3,13-4,11)                                      | Battesimo e tentazioni (1,9-13)                      | Battesimo e tentazioni (3,21-22;4,1-13)                                              | -                                                                           | -                                                              |
| Ministero pubblico (4,12-20,34;21,18-25,46) con alcune pericopi proprie | Ministero pubblico (1,14-10,52;11,20-13,37)          | Ministero pubblico (4,14-19,27;20,1-21,38) con molte pericopi proprie                | Ministero pubblico (1,35-12,50;13,31-17,26) con moltissime pericopi proprie | «parole e opere, segni e prodigi» (Romani 15,18-19)            |
| Ingresso a Gerusalemme (21,1-11)                                        | Ingresso a Gerusalemme (11,1-10)                     | Ingresso a Gerusalemme (19,29-44)                                                    | Ingresso a Gerusalemme (12,12-15)                                           | -                                                              |
| Ultima Cena e istituzione dell'Eucaristia (26,26-29)                    | Ultima Cena e istituzione dell'Eucaristia (14,22-25) | Ultima Cena e istituzione dell'Eucaristia (22,15-20)                                 | Ultima Cena e lavanda dei piedi (13,1-11)                                   | Ultima Cena e istituzione dell'Eucaristia (1 Corinzi 11,23-26) |
| Processo, passione e morte (26,30-27,66)                                | Processo, passione e morte (14,32-15,47)             | Processo, passione e morte (22,39-23,56)                                             | Processo, passione e morte (18-19)                                          | -                                                              |
| Risurrezione e apparizioni (28,9-10)                                    | Risurrezione e apparizioni (16)                      | Risurrezione e apparizioni (24,1-49) con la pericope propria dei discepoli di Emmaus | Risurrezione e apparizioni (20)                                             | Altri testi del Nuovo Testamento, passim                       |
| Apparizione in Galilea (28,16-17)                                       | -                                                    | -                                                                                    | Apparizione in Galilea (21)                                                 | -                                                              |
| -                                                                       | Ascensione (16,19)                                   | Ascensione (24,50-53)                                                                | -                                                                           | Ascensione (Atti 1,6-11)                                       |

### Annunciazione

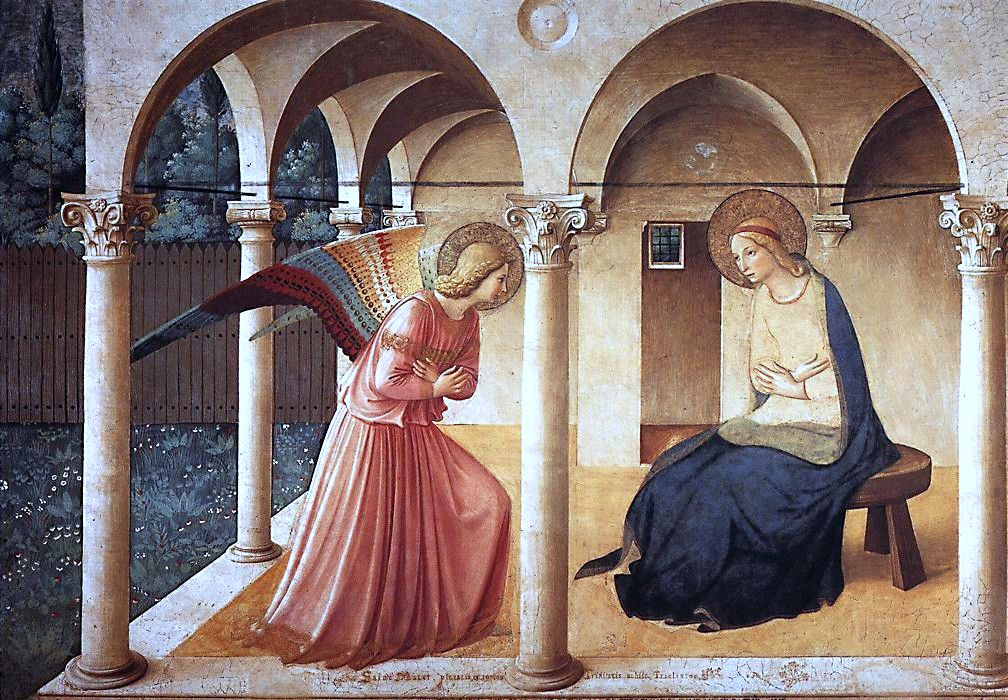
Beato Angelico, Annunciazione, 1438–1445 circa, Firenze

Secondo il racconto del vangelo secondo Luca, una vergine di nome Maria, promessa sposa a Giuseppe, discendente del Re Davide, ricevette a Nazaret di Galilea «al tempo di re Erode» una visita dell'Arcangelo Gabriele, che le annunciò il concepimento di Gesù (Lc1,26-38).
Nel vangelo secondo Matteo, invece, il concepimento verginale di Maria è solo fugacemente accennato, mentre il protagonista è Giuseppe, che riceve da un angelo la rivelazione del concepimento soprannaturale di Maria (Mt1,18-25).

### Nascita
Sia Matteo che Luca collocano la nascita di Gesù a Betlemme, in Giudea, «al tempo di re Erode». Mentre Matteo vi dedica un breve accenno (Mt1,25-2,1), Luca sviluppa la narrazione motivando il viaggio di Giuseppe e Maria da Nazaret a Betlemme con un censimento indetto da Augusto mentre governava Quirinio (Lc2,1-20).
L'accenno a questo "primo censimento" di Quirinio rappresenta un problema di difficile soluzione: l'unico censimento (il "secondo"?) indetto da Quirinio che ci è noto da altre fonti storiche avvenne infatti nel 6 d.C., quando Erode il Grande era già morto (4 a.C.).
Non si conosce con esattezza la data di nascita di Gesù. La data tradizionale del Natale al 25 dicembre è tardiva (IV secolo), e ancor più tarda la datazione all'anno 1 a.C., in quanto risalente al monaco Dionigi il Piccolo (VI secolo). Secondo la maggior parte degli studiosi contemporanei, la nascita va collocata negli ultimi anni di re Erode, attorno al 7-6 a.C.; verosimilmente l'evento può collocarsi all'epoca della centonovantaquattresima Olimpiade, nell'anno 752 dalla fondazione di Roma e nel quarantaduesimo anno dell'impero di Cesare Ottaviano Augusto.

### Adorazione dei pastori
Il solo vangelo secondo Luca (2,21-52) racconta l'episodio dell'adorazione dei pastori. La notte in cui nacque Gesù, un angelo apparve ad alcuni pastori che vegliavano all'aperto sorvegliando il gregge e disse loro che a Betlemme era nato un Salvatore e lo avrebbero trovato avvolto in fasce in una mangiatoia. I pastori andarono così a visitare Gesù.

### Epifania

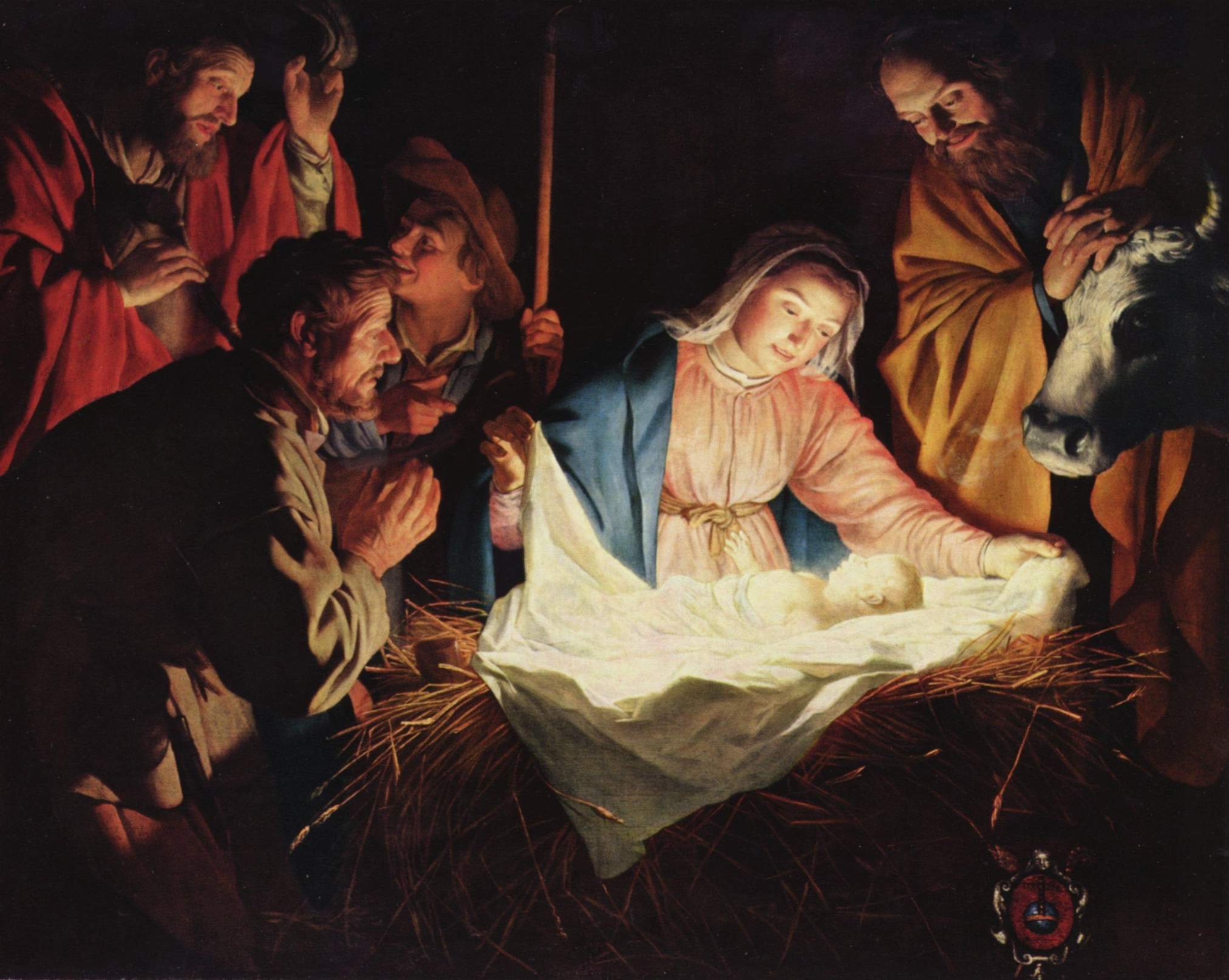
Gerard van Honthorst, L'adorazione dei Magi, 1622, Colonia

Dopo la nascita di Gesù il solo vangelo secondo Matteo (capitolo 2) racconta la cosiddetta "Epifania" (dal greco epifáneia, "manifestazione"). Alcuni magi (tradizionalmente chiamati "Re Magi" e ritenuti in numero di tre) vennero dall'oriente a Gerusalemme, avendo visto «il suo astro» (tradizionalmente chiamato "stella cometa"), con l'intento di portare al nuovo re annunciato dall'astro oro, incenso e mirra. Seguendo l'astro, trovarono Gesù a Betlemme e gli resero omaggio.
Il re Erode, venuto a sapere di ciò, e temendo l'usurpazione del trono, ordinò l'uccisione di tutti i bambini di Betlemme sotto i due anni (fu la cosiddetta strage degli innocenti). Giuseppe però, avvertito in sogno da un angelo, fuggì in Egitto con Gesù e Maria.
Morto Erode (4 a.C.), i tre ritornarono nella terra d'Israele e si stabilirono a Nazaret.

### Infanzia
Il vangelo secondo Luca tralascia il racconto dell'Epifania e della successiva fuga in Egitto e riporta altri episodi non presenti nel Vangelo secondo Matteo. Dopo aver brevemente accennato alla circoncisione di Gesù, si sofferma su due episodi:
- la presentazione di Gesù al tempio di Gerusalemme, durante la quale il neonato venne venerato come Messia da Simeone[66] e dalla profetessa Anna; dopo la cerimonia, la famiglia rientra a Nazaret;
- il ritrovamento di Gesù al Tempio, episodio nel quale Gesù dodicenne si intrattenne nel tempio di Gerusalemme con i dottori della Legge, all'insaputa dei genitori, che lo ritrovarono dopo tre giorni.

### Vita prima del ministero

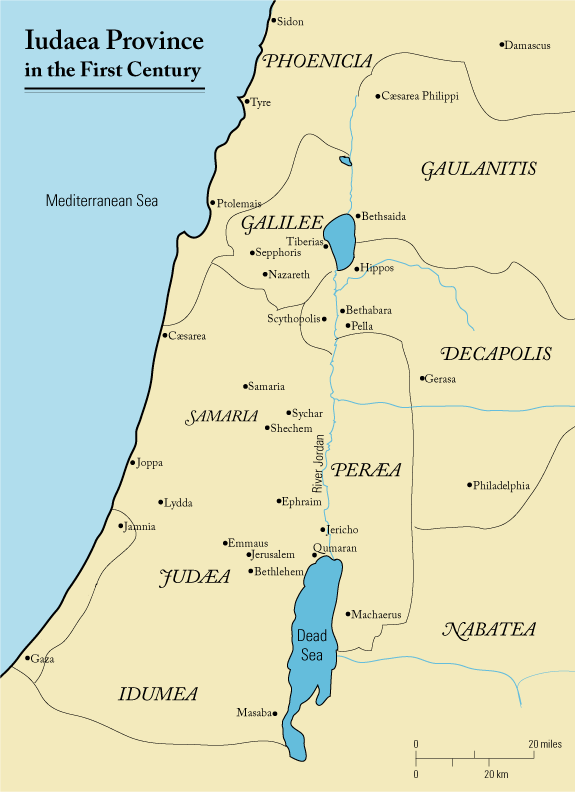
Suddivisioni politiche della Palestina tra il 6 d.C. e la morte di Gesù: Giudea, Samaria e Idumea appartenevano alla provincia romana di Giudea; Galilea e Perea appartenevano alla tetrarchia di Erode Antipa

I vangeli non narrano esplicitamente la vita di Gesù prima del suo ministero pubblico come pure le altre fonti storiche non cristiane. Alcune informazioni sono però desumibili da accenni sporadici contenuti nei racconti evangelici.

#### Luogo di residenza
Circa il luogo di residenza, i Vangeli riferiscono che Gesù, durante la sua vita privata pre-ministeriale, viveva con la famiglia a Nazaret, in Galilea (Mt2,23;4,13;Mc1,9;Lc1,26;2,4;2,39.51;Gv1,45-46).

#### Professione

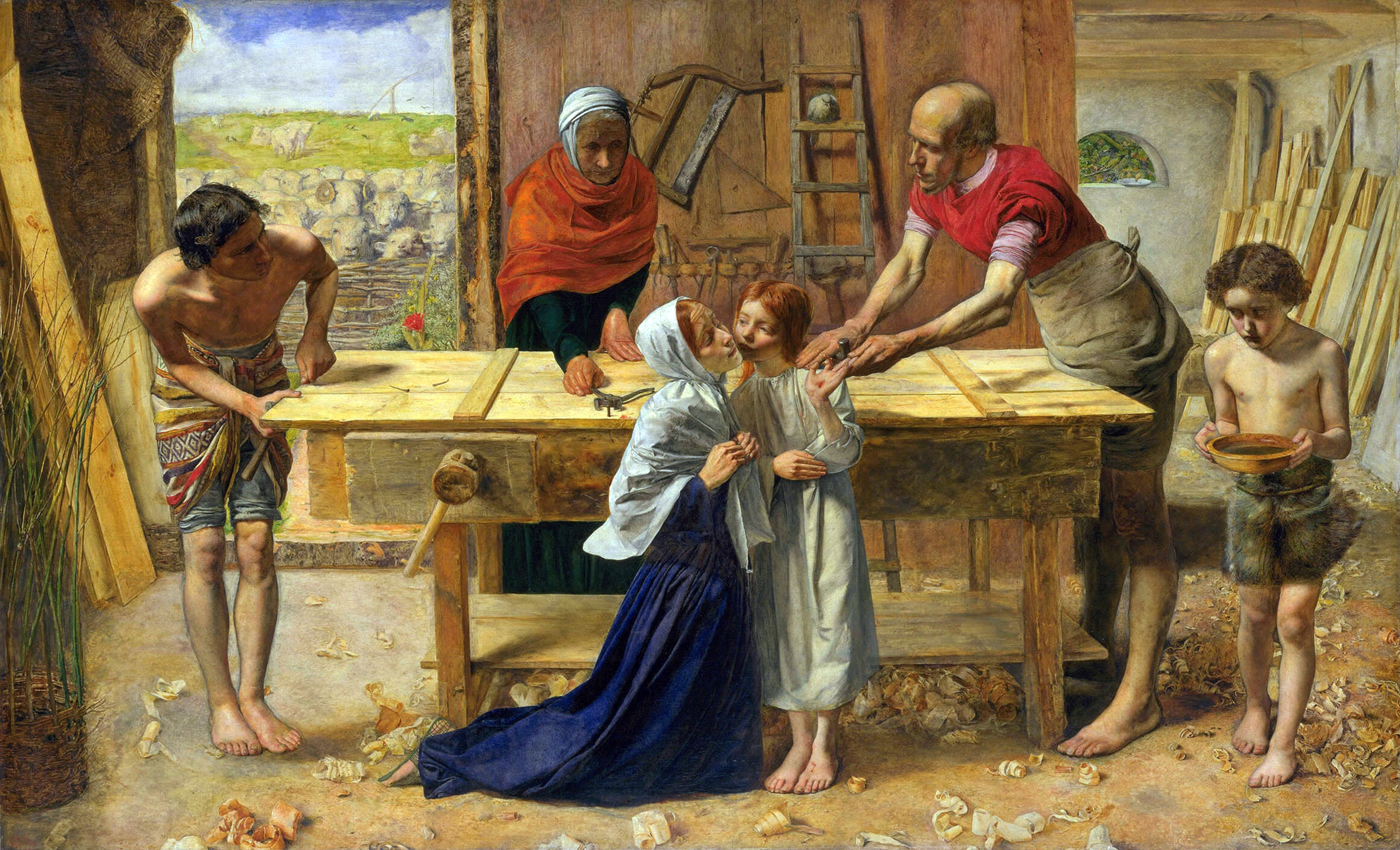
John Everett Millais, Gesù nella casa dei suoi genitori, 1850, Tate Gallery, Londra

Quanto alla professione, a Nazaret Gesù era conosciuto come «il figlio del carpentiere» Giuseppe (Mt13,55) e «carpentiere» egli stesso (Mc6,3). Il termine greco originario è tekton, ampiamente polisemico, che indica carpentieri, falegnami, artigiani del legno, come anche muratori o tagliatori di pietre. Questa attività artigianale gli ha verosimilmente garantito una relativa agiatezza e autonomia economica, che non lo ha fatto appartenere agli strati poveri della sua società. Non ci è dato conoscere la dimensione della sua impresa artigianale, se cioè si trattasse di una piccola bottega rurale dedita ad aratri e gioghi, o invece di una media o medio-grande impresa costruttrice con apprendisti e garzoni, attiva in opere edilizie — anche magari in città vicine come Zippori (a 6 km da Nazaret) —, che veniva ricostruita e ampliata in quegli anni da Erode Antipa.

#### Famiglia
Quanto alla famiglia, il totale silenzio circa Giuseppe durante il ministero di Gesù lascia ragionevolmente supporre che questi fosse già morto. La madre Maria, invece, oltre che negli episodi dell'infanzia, compare numerose volte durante la predicazione pubblica di Gesù e anche in occasione della sua crocifissione.
Gesù discendeva per parte di padre dal re Davide di Israele (sebbene non sia mai stata chiarita quale delle due linee di successione indicate nei vangeli sia quella giusta e se i suoi antenati siano a un certo punto fuggiti a Babilonia o meno) e per parte di madre dalla tribù di Levi (attraverso il padre di Sant'Anna). Durante il medioevo e il rinascimento si sviluppò tutta una tradizione di "sacra parentela" attorno alla figura di Gesù, a cui contribuì la cosiddetta Legenda Aurea.

##### La questione dei fratelli-cugini di Gesù
Nel Nuovo Testamento sono poi presenti diversi accenni a "fratelli" (Giacomo, Giuseppe, Simone e Giuda) e "sorelle" (anonime) di Gesù, che tuttavia non sono mai detti figli di Giuseppe o Maria. Data la sporadicità degli accenni e la polisemia del termine nelle lingue semitiche (i testi neotestamentari sono scritti in un greco caratterizzato da ricorrenti semitismi), non è possibile risalire con certezza alla effettiva parentela di questi con Gesù, e sono state proposte diverse interpretazioni:
- la tradizione cattolica,[Nota 26] unitamente ai primi riformatori protestanti (soprattutto Martin Lutero,[Nota 27] e Calvino)[Nota 28] li interpreta come cugini (e per questo è stato imposto il rinnovato dogma della verginità perpetua di Maria);
- la tradizione ortodossa[71] li interpreta come fratellastri, figli di un precedente matrimonio di Giuseppe;
- la maggior parte delle Chiese protestanti contemporanee[Nota 29] li interpreta come fratelli in senso proprio, negando il dogma della verginità di Maria sostenuto da cattolici e ortodossi.

#### Celibato
I vangeli canonici e le altre opere neotestamentarie non fanno alcuna menzione di una sposa di Gesù o di suoi figli: la tradizione cristiana lo ha pertanto considerato celibe. Questa convinzione trova inoltre riscontro nel suo stile di vita di predicatore itinerante e nell'invito all'«eunuchia per il regno» (Mt19,10-12), con il quale Gesù chiama i suoi discepoli a una scelta ascetica, verosimilmente sul suo modello. Alcuni studiosi hanno però rilevato come la scelta celibataria di Gesù si ponesse in contrasto con l'ambiente giudaico del tempo, dove erano esaltati matrimonio e fecondità. In realtà forme di celibato erano praticate nel gruppo degli esseni, concentrati a Qumran, e diffusi in tutta la società israelita, oltre che nel caso del rabbino coevo Simeon ben Azzai. Particolarmente significativi, in relazione a Gesù e alla religiosità del suo tempo, sono anche i riferimenti biblici al celibato di Elia e di Geremia e quello, documentato nella tradizione ebraica, dell'astinenza praticata da Mosè dopo essere stato chiamato per la sua missione.
Diverse opere letterarie e cinematografiche, a partire dalla seconda metà del Novecento, si sono comunque ispirate all'idea di una relazione con Maria Maddalena (era una delle tre Marie presenti al momento della crocifissione e fu protagonista della riapparizione di Gesù stesso nell'episodio del Noli me tangere), ipotizzata anche da alcuni studiosi. Lo spunto è offerto dell'apocrifo gnostico Vangelo secondo Filippo (II-III secolo) che, nei capitoli 32 e 55, sembra accennare a un amore tra Gesù e la Maddalena. Nel testo entrambi sono descritti come l'incarnazione di eoni divini (Soter e Sofia), mentre dalla loro unione sarebbero derivati gli angeli: il senso dei passi viene comunque generalmente interpretato come un'elaborazione successiva dovuta alla teologia gnostica, vista anche la genesi degli angeli.

#### Formazione culturale e religiosa
Quanto alla cultura, Gesù, come tutti gli ebrei della Terra d'Israele dell'epoca, parlava correntemente aramaico, una lingua semitica, della quale appare traccia in alcuni detti originali riportati dai vangeli (Mc5,41;7,34;15,34). Dai vangeli (Gv7,15) non sembra che avesse studiato presso qualche scuola rabbinica, anche se non si può escludere che possedesse la cultura di base che poteva essere impartita in una scuola di lettura della Torah di una sinagoga. Sicuramente sapeva leggere (e scrivere) in ebraico, lingua all'epoca non più correntemente parlata, ma usata per il culto e le preghiere (Lc4,16-17), e dalla sua predicazione traspare una profonda conoscenza delle Scritture ebraiche. È ignoto se conoscesse il latino, lingua degli occupanti romani, o il greco, nella versione popolare (koinè) parlata in Medio Oriente.
In epoca moderna, alcuni studiosi hanno sostenuto che Gesù fosse un esseno, ma tutta la sua predicazione e i suoi atti contro il formalismo e le regole di purità formale sono in totale antitesi con quanto si sa degli Esseni; lo storico delle religioni Hans-Joachim Schoeps, a tal proposito fa rilevare che «si è spesso tentato di presentare Gesù come un seguace segreto o un membro della comunità essenica. Ma a tali supposizioni manca ogni base di appoggio, per non dire prove sicure».

### Inizio del ministero

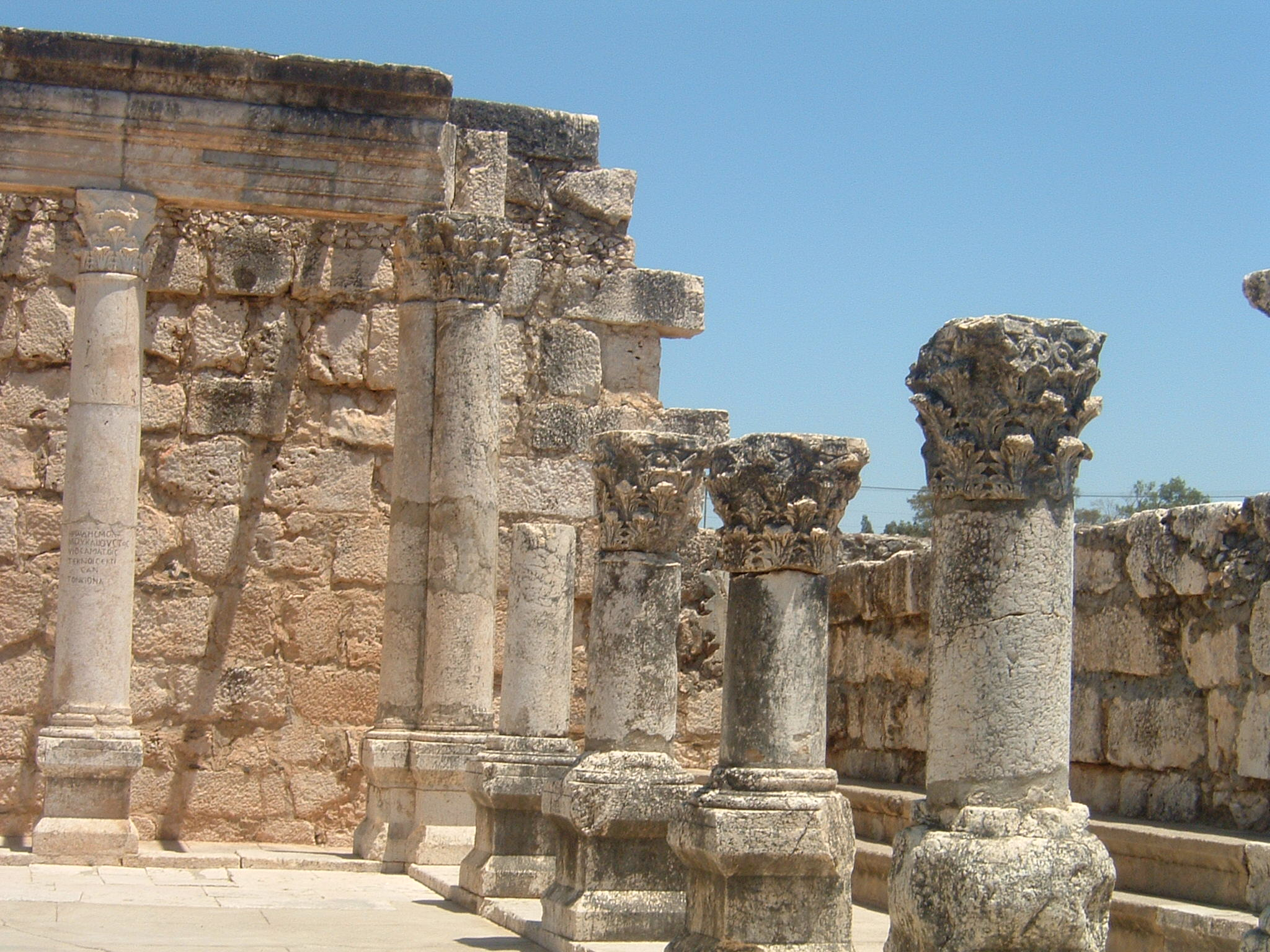
Resti della sinagoga di Cafarnao, risalente al IV-V secolo, costruita probabilmente sul sito di una precedente sinagoga, nella quale, secondo gli evangelisti, predicò Gesù

Secondo il vangelo secondo Luca, Gesù iniziò il suo ministero pubblico di predicazione quando aveva «circa trent'anni» (Lc3,23). La datazione storica dell'inizio della sua attività (come anche la durata) non ci è nota con precisione. Luca colloca l'inizio del ministero di Giovanni Battista, parente di Gesù, nel quindicesimo anno dell'imperatore Tiberio (Lc3,1), ovvero verso il 28 d.C. L'inizio del ministero di Gesù è presentato come immediatamente successivo a quello del Battista e può pertanto essere ipotizzato per il 28 d.C. La stessa data può essere ipotizzata sulla base di un diverso accenno evangelico: il tempio di Gerusalemme — la cui costruzione fu iniziata da Erode il Grande nel 20-19 a.C. — all'inizio del ministero di Gesù è detto «costruito in 46 anni» (Gv2,20): questo dunque daterebbe l'accaduto al 27/28.
Secondo i vangeli, Gesù iniziò il suo ministero pubblico in seguito al battesimo ricevuto da Giovanni Battista in una località imprecisata presso il fiume Giordano (Mt3,13-17;Mc1,9-11;Lc3,21-22). Dopo il battesimo, Gesù si ritirò nel deserto della Giudea, dove stette quaranta giorni digiunando e subendo infine le tentazioni del demonio, che riuscì a contrastare (Mt4,1-11;Mc1,12-13;Lc4,1-13). In seguito all'arresto e alla decapitazione del Battista da parte di Erode Antipa, Gesù ritornò in Galilea e si trasferì da Nazaret a Cafarnao, presso il lago di Tiberiade (Lc4,12-13).
Prima di iniziare la predicazione pubblica, Gesù chiamò a seguirlo alcuni dei dodici apostoli che gli saranno vicini negli anni seguenti.
Il vangelo secondo Giovanni indica come uno dei primi avvenimenti della vita pubblica di Gesù l'episodio della cosiddetta purificazione del tempio di Gerusalemme, durante la quale scacciò i mercanti e i cambiavalute dal recinto del luogo sacro.

### Ministero pubblico

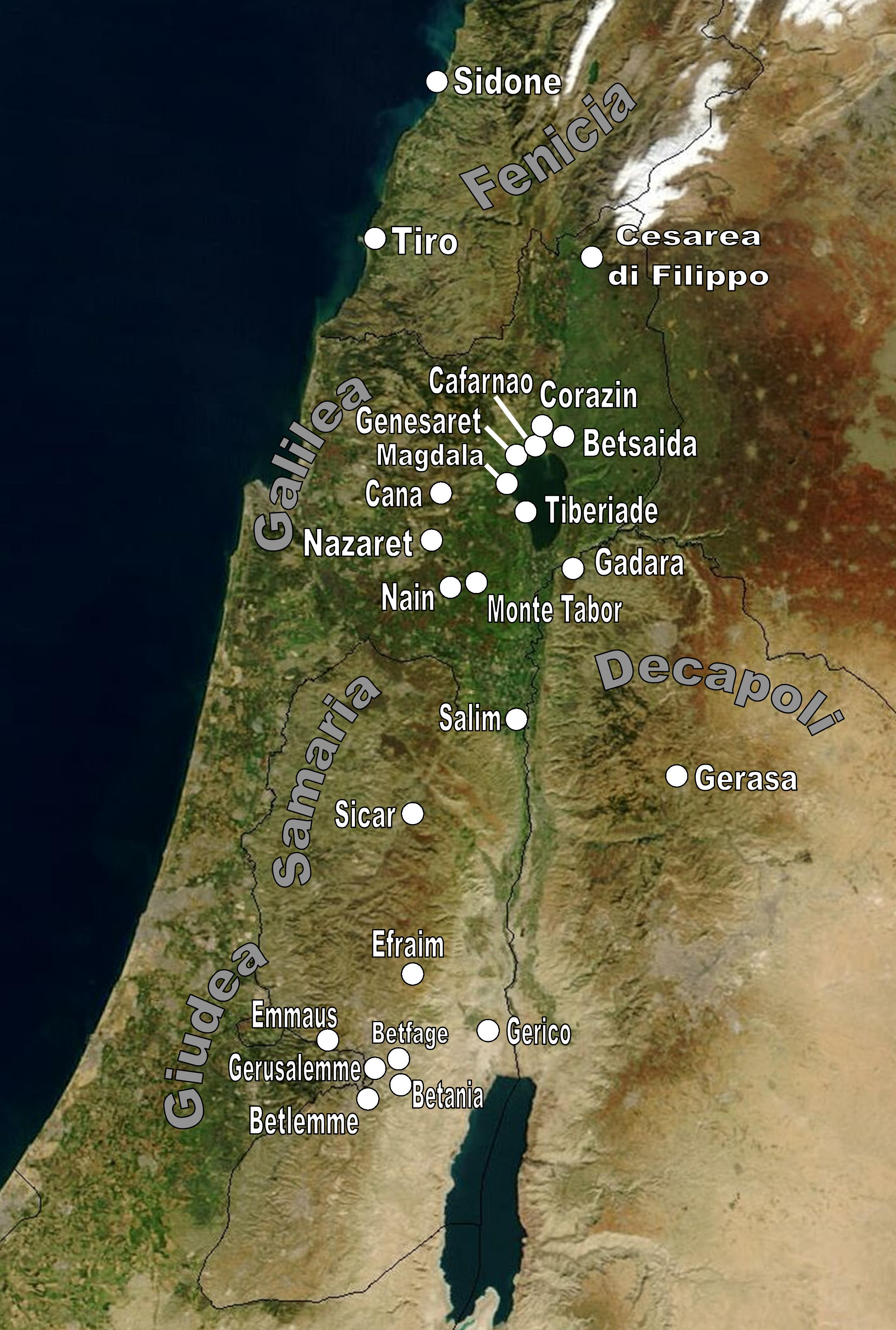
Principali località toccate dal ministero di Gesù

#### Tempi e luoghi
La durata del ministero di Gesù non è conoscibile con certezza. Nei vangeli sinottici (Matteo, Marco, Luca) non vengono fornite indicazioni temporali che permettano di scandire il passare del tempo. Il vangelo secondo Giovanni invece accenna a tre Pasque (2,13.23; 5,1;6,4; 11,55;12,1;13,1), l'ultima delle quali fu la Pasqua della sua morte. Questo porta a ipotizzare una durata triennale (o meglio, di due anni interi e qualche mese) del ministero di Gesù. Assumendo come validi il dato circa l'inizio del ministero desumibile da Luca (28 d.C.) e le tre Pasque accennate da Giovanni, si può ipotizzare una datazione per la predicazione pubblica tra il 28 e il 30 d.C.
Le località menzionate dai vangeli durante il ministero itinerante di Gesù sono concentrate soprattutto nella zona del lago di Tiberiade, in Galilea (nord della Palestina). Gesù si recò anche a Gerusalemme e in località limitrofe della Giudea (sud della Palestina), prevalentemente in occasione delle feste di Pasqua, che ogni pio ebreo cercava di trascorrere nella città santa. Le zone della Samaria, abitate da ebrei scismatici (samaritani), furono toccate solo fugacemente dalla sua attività. Gesù fece alcuni viaggi anche in zone non abitate da Ebrei: a Tiro e Sidone in Fenicia, a nord della Palestina, e nei territori della Decapoli, a oriente della Palestina.
Non è possibile ricostruire con certezza la sequenza e le varie tappe dei viaggi compiuti da Gesù in queste località: gli evangelisti, nella loro redazione finale, hanno spesso accorpato le narrazioni (pericopi) senza un preciso ordine cronologico e le descrizioni dei viaggi sono inoltre solitamente generiche.

#### Contenuti
(Vangelo secondo Matteo – Mt4,17)

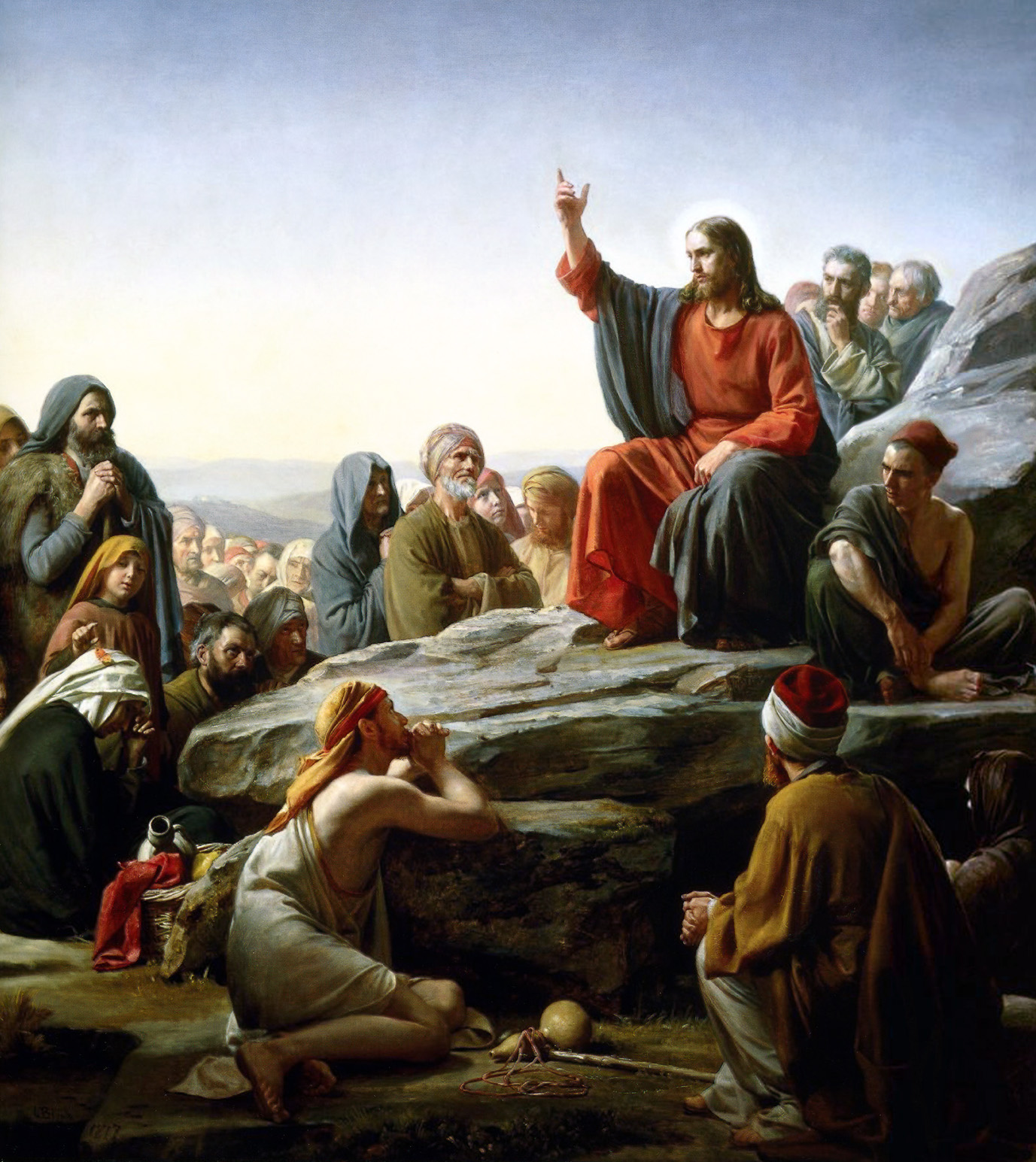
Carl Heinrich Bloch, Il discorso della Montagna, 1872 circa

Il Regno di Dio, o Regno dei Cieli (un eufemismo semitico tipico di Matteo, che usa Cieli invece che Dio, diversamente da Luca e Marco), è il centro della predicazione (il cui termine tecnico è "kerigma", "annuncio") e dell'azione di Gesù. Con questo messaggio, Gesù si pone in continuità con la tradizione messianica propria dell'ebraismo del suo tempo, che aspettava, «secondo le scritture», un Messia regale, "figlio" (ovvero discendente) di Davide, dal quale ci si aspettava la liberazione del popolo ebraico dal secolare dominio straniero e la ricostituzione del regno d'Israele.
Tuttavia, il Regno predicato da Gesù, strettamente legato alla sua persona (Mt12,28;Lc11,20), appare privo di connotazioni propriamente politiche e sociali (Gv18,36). È questo il probabile motivo del cosiddetto "segreto messianico": dai vangeli, soprattutto in quello di Marco, appare come Gesù durante il ministero pubblico tentasse di tenere nascosta la sua identità messianica (Mt16,15-20;Mc8,29-30;Lc9,20-21) per evitare di essere visto dalla folla entusiasta come un messia liberatore trionfale. Solo quando è iniziata la sua passione, quando è abbandonato dalla folla e dai discepoli, si riconosce apertamente come il Cristo-Messia (Mc14,61-62).
Dai discorsi di Gesù, in particolare dalle cosiddette "parabole del Regno", il Regno appare principalmente come una realtà teologica, spirituale, morale, caratterizzata da una condotta di vita centrata sul duplice comandamento dell'amore a Dio e al prossimo (Mt22,35-40;Mc12,28-31). Si tratta di una nuova condizione della persona, che si instaura nella vita degli uomini nella misura in cui essi riconoscono la regalità-signoria-paternità (basiléia) di Dio.
La morale del Regno predicata da Gesù, e centrata sull'amore a Dio e sulla carità, è proposta come in continuità con gli insegnamenti della tradizione ebraica dell'Antico Testamento. Tuttavia, in alcuni punti — per esempio, il ritornello «è stato detto […] ma io vi dico» del discorso della Montagna —, la predicazione di Gesù è in contrasto con tali precetti, e con la modalità (da lui giudicata esteriore e formale; Mt23,13-35) con la quale le autorità farisaiche li applicavano e insegnavano ad applicarli. Gesù propone una nuova giustizia "più grande", che non vuole abolire gli insegnamenti precedenti ma portarli a compimento (Mt5,17-20).
Quanto al carattere storico del Regno, nei testi evangelici si nota un dualismo apparentemente inconciliabile:
- alcuni loci (per esempio, Mt12,28;Lc11,20;Lc17,21[105]) lo presentano come già attuale, presente (escatologia attuale o immanente). Questo ha portato alcuni studiosi moderni[Nota 47] a vedere Gesù come un riformatore morale che ha cercato, fallendo, di riformare e migliorare la società del tempo, pur senza pretese propriamente politiche e rivoluzionarie.
- altri loci (per esempio Mt4,17;Mc1,14-15[106], e soprattutto il discorso escatologico) lo presentano come non ancora presente, ma futuro (escatologia futura o conseguente). Il Regno futuro è tradizionalmente (ma non da Gesù)[Nota 48] chiamato "paradiso"[Nota 49] e la sua instaurazione sarà preceduta dal "Giorno del giudizio" (espressione usata esplicitamente in Mt10,15;11,22;11,24;12,36[107], implicitamente nel discorso escatologico). Questa escatologia futura ha portato alcuni studiosi moderni[Nota 50] a vedere Gesù come un entusiasta profeta apocalittico che ha annunciato un mondo futuro e migliore.

La tradizione cristiana ha ricomposto questa dicotomia individuando nel "già" l'attività di Gesù proseguita nella Chiesa, e nel "non ancora" il mistero della sua morte e risurrezione – che sarà pienamente attualizzata con la sua seconda venuta e la trasfigurazione del mondo.

#### Modalità di predicazione

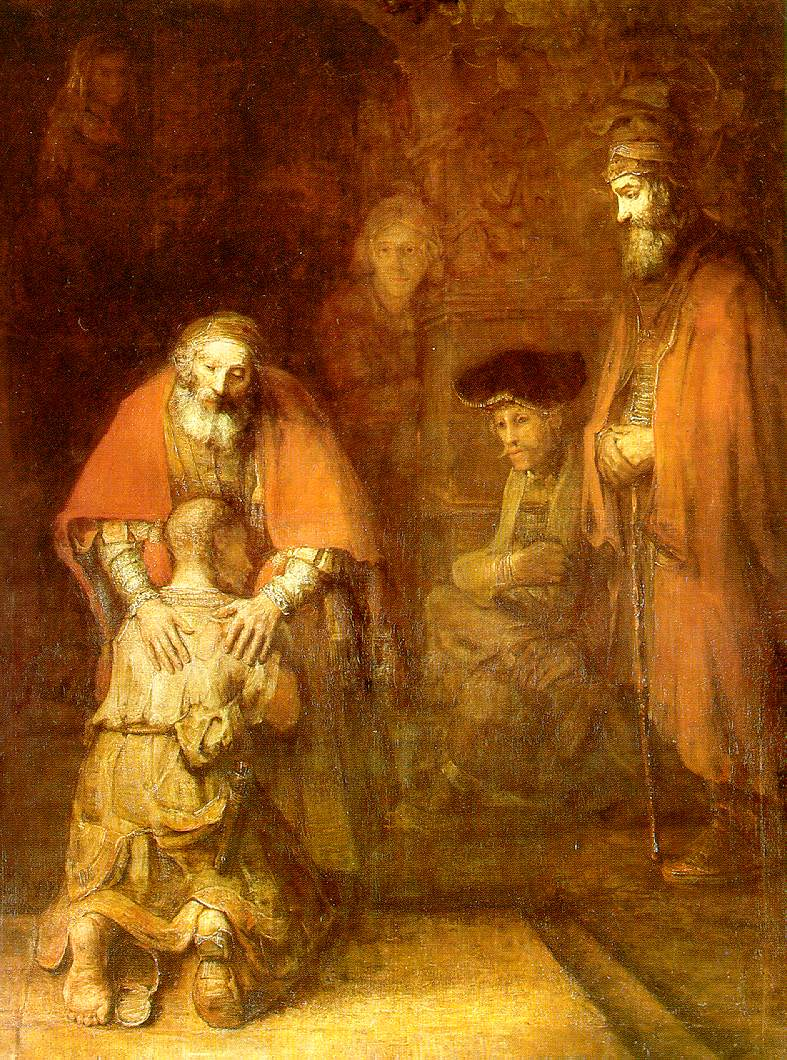
Rembrandt, Il ritorno del figlio perduto, 1662

Le modalità della predicazione di Gesù, centrata sull'annuncio del Regno e della condotta di vita ad esso relativa, furono diverse dagli insegnamenti rabbinici del tempo. Gesù faceva larghissimo uso di parabole, cioè esempi allegorici tratti dalla vita e dalle comuni attività e situazioni quotidiane, che avevano lo scopo di illustrare concetti teologici o morali non direttamente esperibili. Pur con le debite differenze, per questo metodo didattico Gesù è accostabile a Platone e ai suoi miti. Queste le principali parabole di Gesù:
- parabola del banchetto di nozze
- parabola del Buon Pastore
- parabola del buon samaritano
- parabola delle dieci vergini
- parabola del fariseo e del pubblicano
- parabola del figlio prodigo, o come si preferisce attualmente chiamarla, "del padre misericordioso"
- parabola dei lavoratori della vigna
- parabola di Lazzaro e del ricco epulone
- parabola della moneta smarrita
- parabola della pecora smarrita
- parabola del seminatore
- parabola del granello di senape
- parabola del servo senza pietà
- parabola dei talenti
- parabola dei malvagi vignaioli
- parabola della zizzania

#### Destinatari
La predicazione di Gesù si rivolse principalmente agli ebrei (Mt10,5-6;15,24). Questa preferenza però non è esclusiva: sono accennati alcuni viaggi missionari in città e zone abitate prevalentemente da pagani (Mt8,28;15,21;16,13) e sia prima che dopo la risurrezione Gesù invia esplicitamente i suoi discepoli «a tutte le nazioni» (Mt24,14;28,19).
Nel suo ministero Gesù valorizzò e si rivolse a categorie sociali che erano marginali o disprezzate nella società ebraica del tempo, suscitando in alcuni di questi casi lo sdegno delle autorità religiose farisaiche (Mt9,11;11,19 e paralleli): bambini (Mt19,14), donne (Lc8,2-3), samaritani (Gv4,40), prostitute (Mt21,31), «peccatori» (Mt9,10), pubblicani (Lc19,2-5), ovvero ebrei collaborazionisti incaricati dagli occupanti romani per la riscossione delle tasse.
Dai vangeli appare come la predicazione e l'operato di Gesù riscossero nella società ebraica del tempo un limitato successo, conseguito peraltro principalmente tra i ceti più bassi. Sono tuttavia segnalati tra i primi discepoli anche persone ricche e di rango elevato, come per esempio i membri del Sinedrio Nicodemo, Giuseppe di Arimatea e Giovanna «moglie di Cusa, amministratore di Erode».

### Miracoli

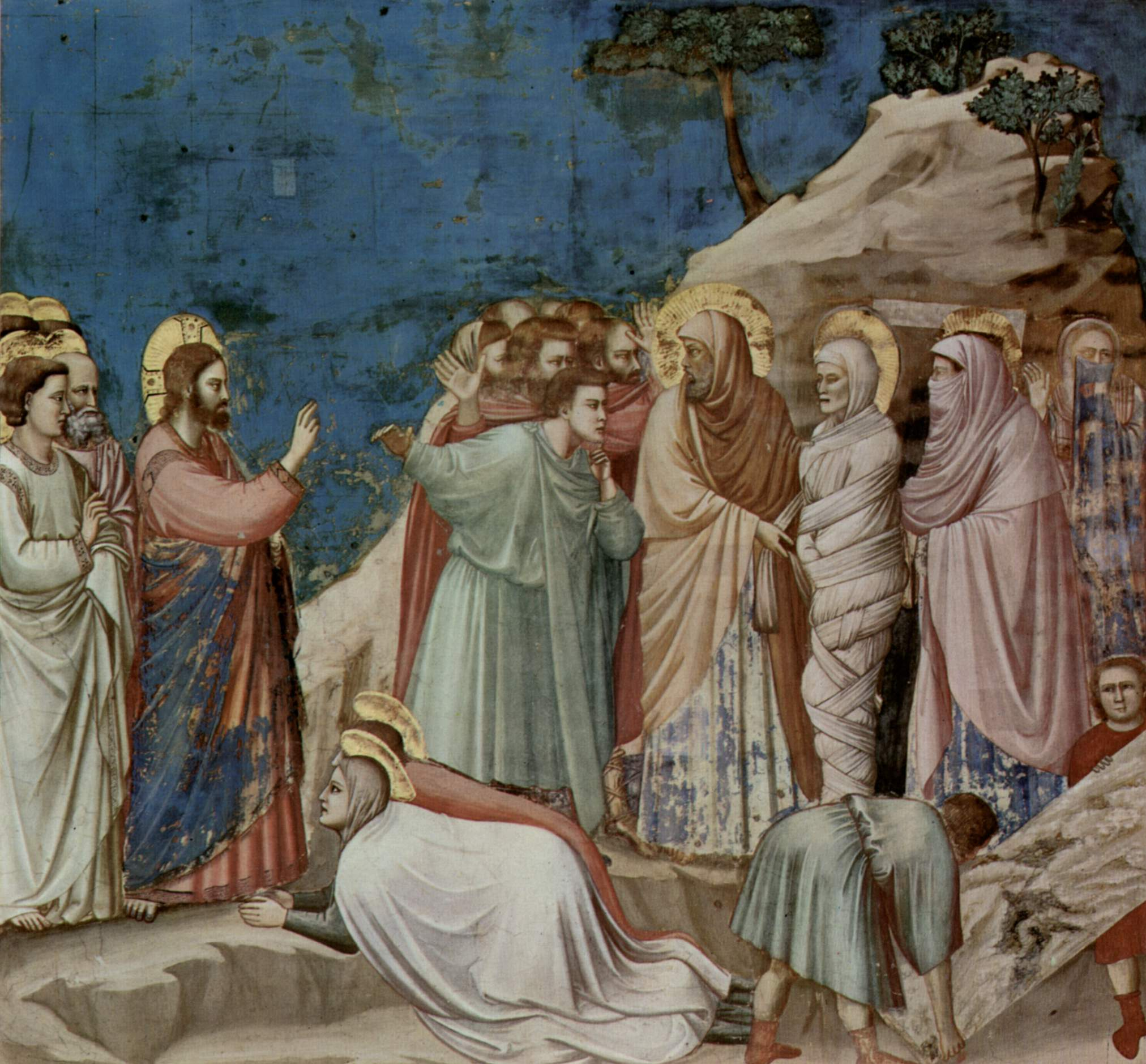
La Resurrezione di Lazzaro di Giotto di Bondone (XIV secolo)

Secondo i vangeli canonici, Gesù operò diversi miracoli durante la sua vita. In totale, ne vengono raccontati ventiquattro di cui: quattordici riguardano la cura di varie malattie; cinque sono esorcismi; tre sono resurrezioni; due sono comandi impartiti alla natura.
- Nello specifico, le guarigioni compiute da Cristo che vengono citate nei vangeli sono le seguenti:
  1. curò dalla febbre la suocera di Pietro, nella sua casa a Cafarnao, prendendole la mano (Marco 1:29-31, Matteo 5:14-15, Luca 4 38-39);
  2. guarì il lebbroso Galileo con la parola e il tocco della sua mano (Marco 1:40-45, Matteo 8:1-4, Luca 5:12-16);
  3. curò un paralitico di Cafarnao che era stato portato su una barella e al quale, dopo aver perdonato i suoi peccati, ordinò di alzarsi e di andare a casa (Marco 2, 1-12, Matteo 9:1-8, Luca 5, 17 - 26);
  4. guarì un uomo dalla mano inaridita, di sabato, in una sinagoga, con la parola (Marco 3,1-6, Matteo 12:9-14, Luca 6:6-11);
  5. guarì una donna che soffriva da dodici anni di perdite di sangue permettendole che gli toccasse la veste (Marco 5,25-34, Mt 9:18-26, Lc 8,40-56);
  6. guarì un sordomuto nella Decapoli mettendogli le dita nelle orecchie, toccandogli la lingua dicendo «Effatà» (che significa «Apriti») (Marco 7:31-37);
  7. curò un cieco a Betsaida sputandogli della saliva sugli occhi e imponendogli le mani (Marco 8,22-26);
  8. guarì Bartimeo, un non vedente di Gerico (Mt 20:29-34, Mc 10,46-52 Lc 18,35-45);
  9. curò a distanza un servo di un centurione a Cafarnao (Matteo 8:5-13, Luca 7:1-10, Gv 4,43-54; Gv 4,43-54);[Nota 54]
  10. guarì una donna che era curva e non poteva drizzarsi, con la parola e l'imposizione delle mani (Luca 13:10-17). Questo miracolo ha avuto anch'esso luogo il sabato, in una sinagoga;
  11. curò un fariseo dall'idropisia, il sabato. (Lc 14, 1-6);
  12. guarì dieci lebbrosi (Lc 17, 11-19);
  13. guarì un uomo infermo da 38 anni presso la vasca di Betesda (Gv 5:1-9);
  14. curò un uomo cieco dalla nascita, applicando del fango impastato con la saliva sui suoi occhi e mandandolo successivamente a lavarsi nella piscina di Siloe (Gv 9,1-12).

- Nei vangeli canonici sono raccontate cinque storie di espulsione di spiriti immondi (esorcismi) compiuta da Gesù:
  1. scacciò un demonio nella sinagoga di Cafarnao (Mc 1,21-28; Lc 4,31-37);
  2. ne mandò via un altro nella regione di Gerasa (Mt 8,28-34; Mc 5,1-21; Lc 8,26-39);
  3. ne mise in fuga un altro ancora dalla figlia di una donna siro-fenicia (Mt 15,21-28; Mc 7,24-30);
  4. ne eliminò un altro ancora che tormentava un epilettico (Mt 17,20-24; Mc 9,14-27; Lc 9,37-43);
  5. spinse un diavolo muto ad andarsene (Lc 11,14; Mt 12,22).

In aggiunta, nelle sacre scritture sono presenti diversi passaggi che si riferiscono genericamente a esorcismi di Cristo (Mc 1,32-34;Mc 3,10-12).
- Sempre secondo i quattro Scritti, il Messia compì ben tre resurrezioni:
  1. risvegliò una bambina di dodici anni, figlia di Giairo (Mc 5,21-24, Mt 9,18-26, Lc 8,40-56), anche se, come affermato dallo stesso Messia, non era morta ma stava dormendo (Mt 9,24;Mc 5,39;Lc 8,52).
  2. resuscitò il figlio della vedova di Naín (Lc 7,11-17).
  3. riportò nel mondo dei vivi il Lazzaro (Jn 11,1-44).

- Gesù riuscì inoltre, secondo i vangeli, a sottomettere le forze naturali (vento e mare) alla sua autorità:
  1. egli ordinò alla tempesta di calmarsi (Mt 8,23-27; Mc 4,35-41; Lc 8,22-25);
  2. si mise a camminare sulle acque (Mt 14,22-33; Mc 6,45-52; Jn 6,16-21).
- Infine compì tre atti straordinari puramente simbolici:

1. fece la moltiplicazione dei pani e dei pesci, l'unico dei tre miracoli ad essere riportato in tutti i vangeli. (Mc 6,32-44; Mt|14,13-21; Lc 9,10-17; Jn 6,1-13). Addirittura nelle sacre scritture di Marco (Mc 8,1-10) e Matteo (Mt 15,32-39) compare per ben due volte;
2. realizzò la pesca miracolosa (Lc 5,1-11; Jn 21,1-19);
3. convertì l'acqua in vino durante le nozze di Cana (Jn 2,1-11).

Non tutti però apprezzarono questi miracoli. Infatti a quel tempo, degli scribi, insieme ad alcuni farisei e ad altri, accusarono Cristo di aver stretto un patto con Belzebù grazie al quale poteva possedere questi poteri straordinari. Egli rispose in maniera vigorosa ai suoi accusatori e continuò a usare le sue capacità divine per fare del bene. Anzi, prima di morire decise di trasmetterle ai suoi discepoli e ad un altro uomo che non era suo seguace affinché continuassero anche loro la sua opera.

#### Reazione degli storici
Diversi studiosi atei contemporanei, e alcuni studiosi cristiani, negano valore storico ai miracoli evangelici, considerandoli rappresentazioni simboliche e letterarie distinte dai fatti accaduti e correlate al fine religioso della narrazione. Tale opinione è respinta dalla maggioranza degli studiosi cristiani, che ritengono che Gesù disponesse effettivamente di capacità miracolose. La questione non può essere risolta con l'analisi scientifica, in quanto credere o meno ai miracoli di Gesù è legato alla fede della persona.

### Trasfigurazione

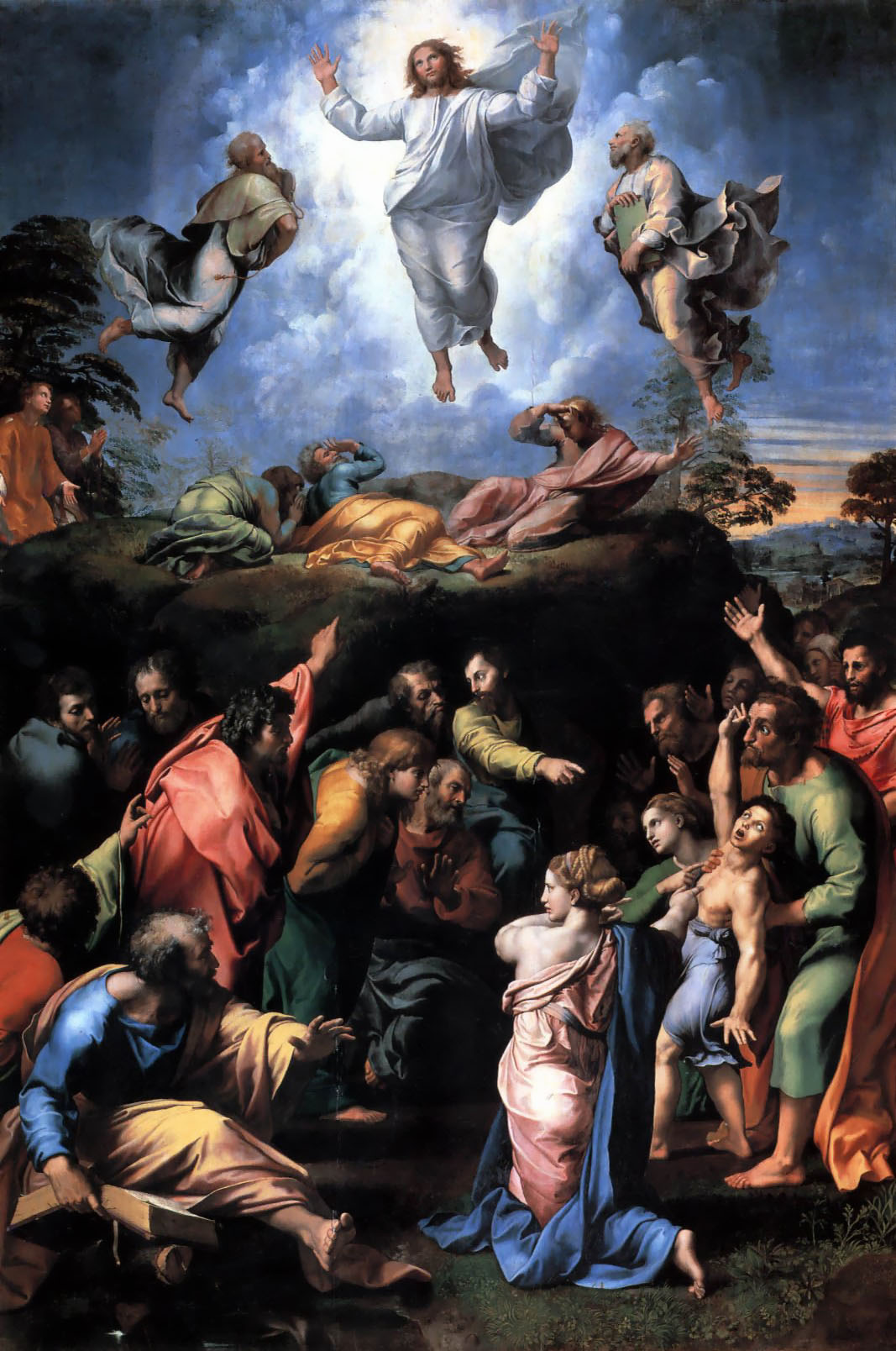
Trasfigurazione di Gesù di Raffaello Sanzio (XVI secolo)

I Vangeli sinottici narrano che dopo l'episodio della professione di fede di Pietro, Gesù salì sul monte a pregare con Pietro, Giacomo e Giovanni. Gli apostoli erano oppressi dal sonno, ma si ridestarono completamente quando videro che l'aspetto del volto di Gesù, mentre stava pregando, cambiò e che la sua veste divenne candida e sfolgorante. Subito dopo apparvero al suo fianco Mosè ed Elia, con i quali discorreva. Pietro, preso da spavento e non sapendo quello che diceva, suggerì di realizzare tre tende per i tre uomini, ma mentre stava parlando, una nube li avvolse e sentirono una voce provenire da essa che disse: «Questo è il mio Figlio prediletto, ascoltatelo».

### Ultimi giorni di vita

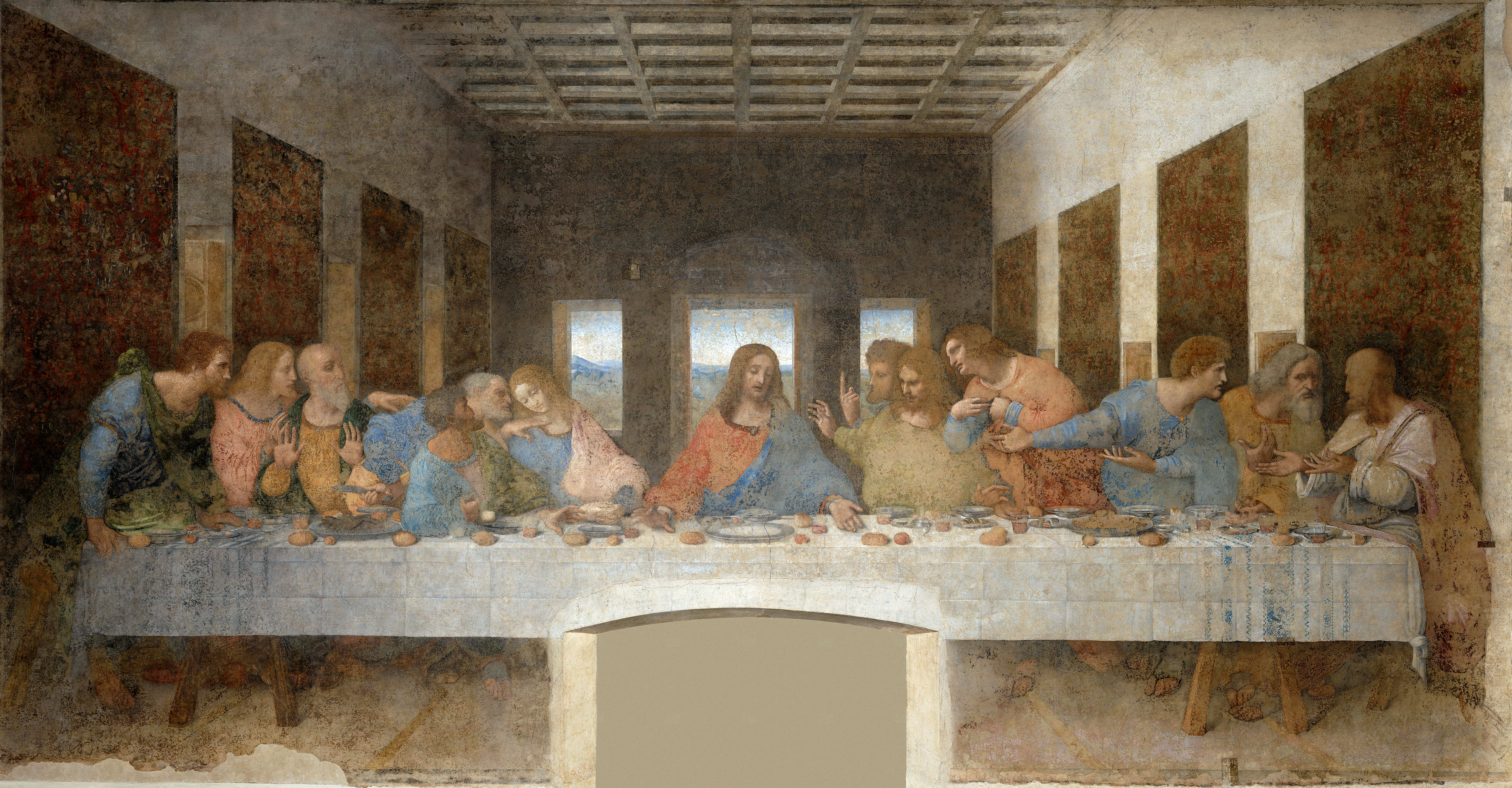
Leonardo da Vinci, L'Ultima Cena, 1494-1497

Secondo il racconto dei vangeli, dopo alcuni anni di predicazione, Gesù fece il suo ingresso a Gerusalemme per la celebrazione della Pasqua ebraica. Al suo arrivo in città fu accolto da una folla festante che lo acclamava come Messia ( Mt21,1-11;Mc11,1-10;Lc19,29-44;Gv12,12-15, su laparola.net.) – evento ricordato nella tradizione cristiana la Domenica delle palme. I sinottici collocano dopo l'ingresso a Gerusalemme la "purificazione del Tempio", che Giovanni colloca invece in occasione della prima Pasqua.
In prossimità della morte di Gesù sia i sinottici ( Mt26,26-29;Mc14,22-25;Lc22,15-20, su laparola.net.), che Giovanni ( Gv 13,1-11, su laparola.net.), riportano il racconto di una cena, tradizionalmente chiamata "Ultima Cena". Si notano tuttavia alcune divergenze:
- per i sinottici corrisponde alla cena della Pasqua ebraica e fu tenuta la sera precedente il giorno della morte di Gesù (15 nisan, Pasqua, venerdì), dunque di giovedì sera. In essa Gesù istituisce il sacramento dell'Eucaristia;
- per Giovanni si tratta di una cena generica e non può trattarsi di quella pasquale, in quanto il rito ebraico si sarebbe svolto la sera del giorno corrispondente alla morte di Gesù (14 nisan, vigilia di Pasqua, venerdì). In essa non vi è accenno all'Eucaristia,[Nota 56] mentre viene riportato il racconto della lavanda dei piedi, assente nei sinottici.

Una possibile armonizzazione, è che l'Ultima Cena fosse effettivamente una cena pasquale e sia stata tenuta, secondo il calendario esseno, di martedì sera. In tal caso i vangeli, che fanno apparire gli eventi successivi (arresto, processo, crocifissione e morte) concentrati tra il giovedì sera e il venerdì pomeriggio, non rispecchierebbero il reale andamento storico, che li vedrebbe distribuiti lungo più giorni, dal martedì sera al venerdì pomeriggio. Non sarebbe però chiaro perché Gesù avrebbe deciso di attenersi al calendario esseno.

### Processo e morte

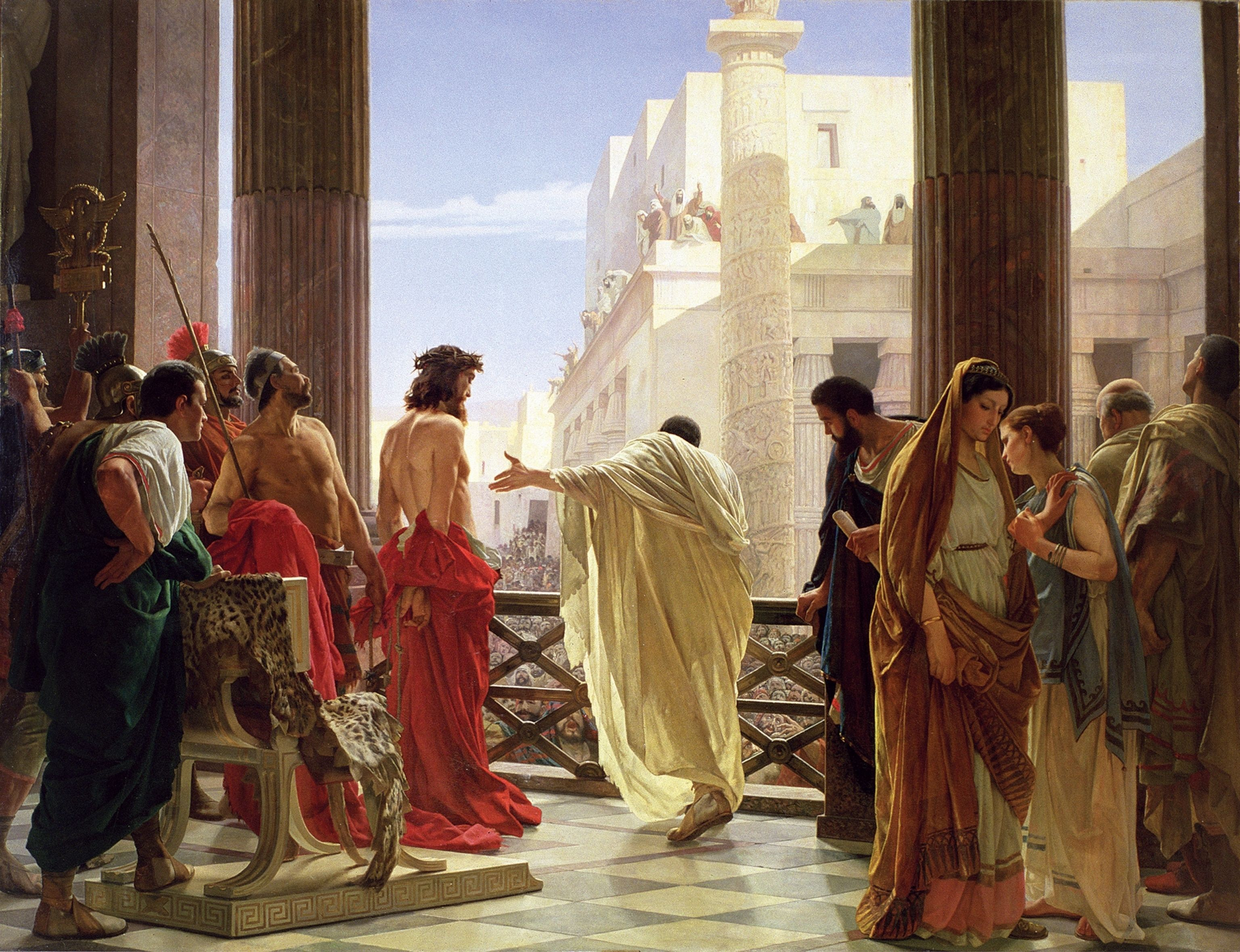
Antonio Ciseri, Ecce Homo, 1871

Il racconto degli eventi che portarono alla morte di Gesù è riportato parallelamente dai quattro vangeli, seppure con alcune differenze ed aggiunte proprie. Dopo l'Ultima Cena, tenuta in città, Gesù si recò nel podere chiamato Getsemani — sul monte degli Ulivi, poco fuori Gerusalemme —, dove sostò in preghiera. Qui un gruppo di guardie del tempio (soldati ebrei agli ordini delle autorità sadducee), guidato dall'apostolo traditore Giuda Iscariota, procedette al suo arresto. In seguito, Gesù fu condotto da Anna, ex sommo sacerdote e suocero del sacerdote in carica Caifa, poi da Caifa stesso, quindi al Sinedrio, che ne stabilì la condanna a morte per bestemmia, essendosi equiparato a Dio.

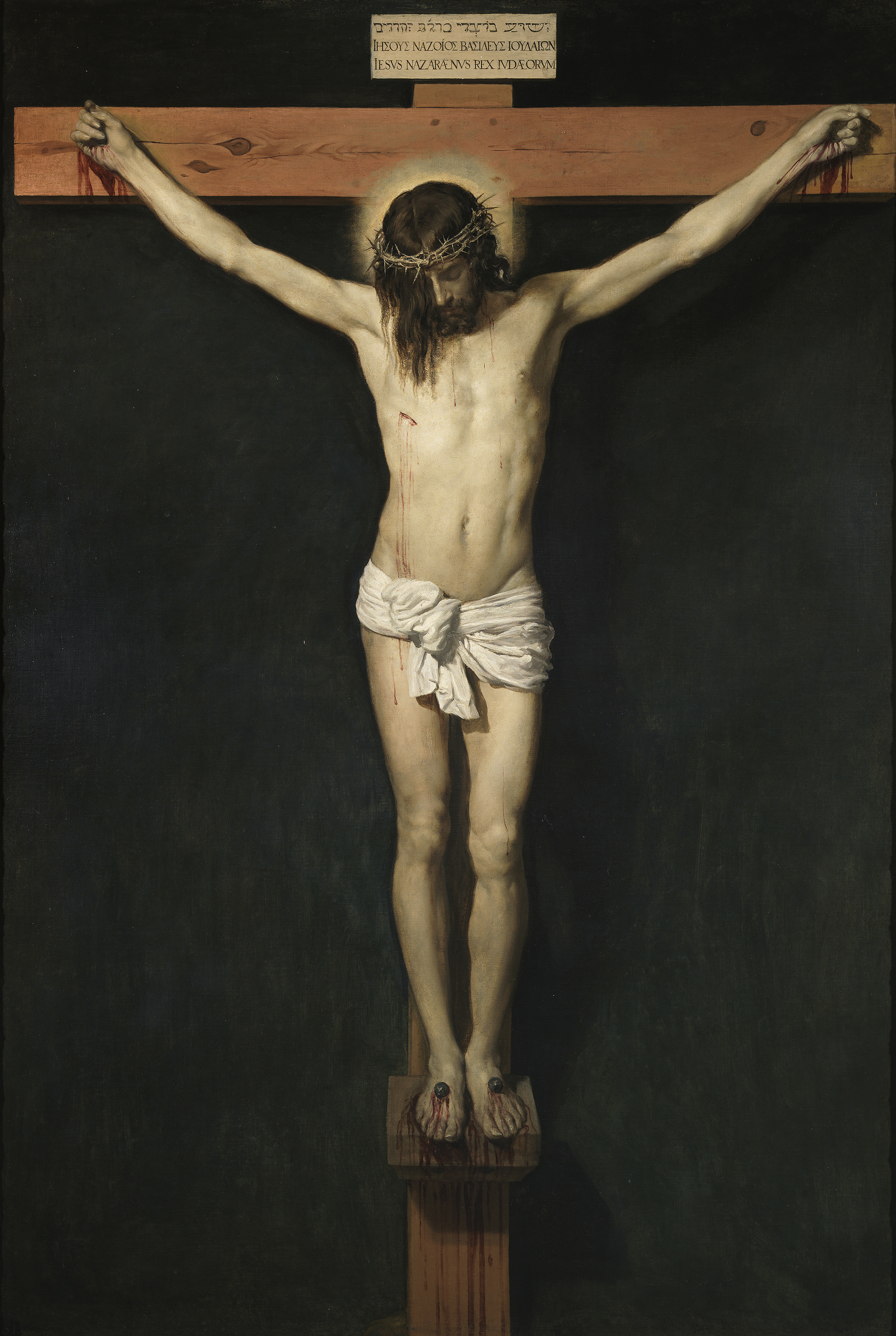
Diego Velázquez, Cristo crocifisso, 1631

Al mattino presto avvenne un nuovo incontro col Sinedrio, poi Gesù fu condotto dal prefetto romano Ponzio Pilato per richiederne l'esecuzione; questi lo interrogò ma non lo trovò colpevole. Pilato lo inviò dunque a Erode Antipa, re della Galilea — che, dopo averlo schernito, ma non condannato — lo rispedì a Pilato. Questi, nel tentativo di salvarlo, propose al popolo di liberarlo (era infatti uso da parte delle autorità romane rilasciare un prigioniero all'anno, per Pasqua), ma la folla gli preferì il ribelle/assassino Barabba, mentre invocò la crocifissione per Gesù. Per paura di un tumulto Pilato si lavò le mani, dichiarandosi innocente per l'ingiusta condanna, e acconsentì alla richiesta della folla, condannando formalmente a morte Gesù per il reato di lesa maestà, essendosi dichiarato «Re dei Giudei». Quindi Gesù fu flagellato; venne poi schernito dai soldati romani, che lo coronarono di spine e lo condussero, assieme ad altri due condannati (tra cui il "buon ladrone"), verso il luogo della condanna, una piccola collina appena fuori le mura, chiamata Golgota-Calvario. Lungo la salita, Gesù fu aiutato a portare la croce da un certo Simone di Cirene.
Giunti alla meta, Gesù fu crocifisso all'ora terza (nove di mattina); morì all'ora nona (tre del pomeriggio). Secondo i vangeli, la sua morte fu accompagnata da eventi straordinari: venne l'oscurità su tutta la Terra, vi fu un terremoto e la risurrezione di «molti santi». In seguito, Giuseppe di Arimatea chiese a Pilato il corpo di Gesù e, dopo averlo avvolto in un lenzuolo (o in teli, secondo Giovanni), lo depose nel suo sepolcro personale, che si trovava presso il Golgota.
È impossibile stabilire con certezza la data di morte di Gesù. I quattro vangeli sono concordi nel collocarla di venerdì, ma, mentre per i tre sinottici questo giorno coincideva con la Pasqua ebraica (15 nisan), per Giovanni si trattava della vigilia di Pasqua (14 nisan). La cronologia sinottica porta a ipotizzare come data venerdì 27 aprile del 31 d.C. (opzione che non gode di largo consenso, ponendo processo ed esecuzione nel giorno festivo di Pasqua), mentre quella giovannea venerdì 7 aprile del 30 d.C. o venerdì 3 aprile del 33 d.C. La datazione giovannea del 7 aprile 30 è compatibile con la probabile datazione dell'inizio del ministero pubblico nel 28 e con l'accenno giovanneo delle tre Pasque.

### Resurrezione

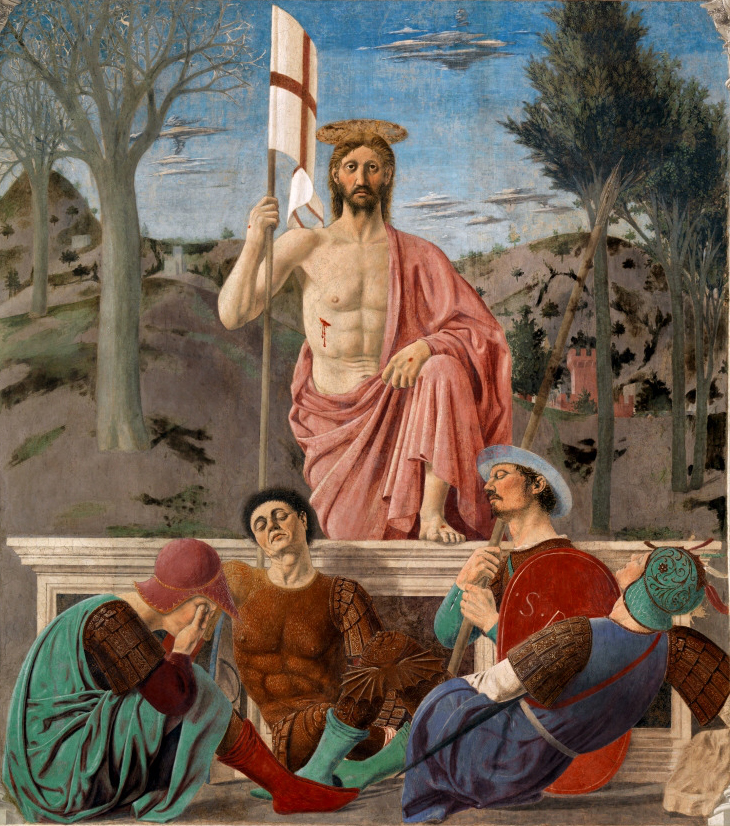
Piero della Francesca, Resurrezione, 1463

I vangeli, immediatamente dopo la descrizione della passione e della morte di Gesù, riportano alcuni fatti avvenuti dopo la deposizione del cadavere di Gesù: il rinvenimento della tomba vuota e le apparizioni di Gesù alle discepole (Maria Maddalena, Maria di Giacomo, Salome), interpretati dai cristiani come segni di una sua Resurrezione. La scoperta avvenne all'alba del giorno dopo il sabato (Mc16,2;Lc24,1;Gv20,1), cioè domenica, anche se l'originale greco di Mt28,1 può indicare l'inizio della notte tra sabato e domenica. In seguito, sono testimoniate anche delle apparizioni di Gesù agli apostoli e ad altri discepoli (Gv21,1-2;At1,3;At3,15;1Cor15,3-8).
I Vangeli dicono che, quaranta giorni dopo la risurrezione, Gesù ascese al cielo. In altri testi sacri cristiani, come l'Apocalisse di Giovanni, si parla del ritorno di Gesù, che le chiese cristiane attendono, definito "seconda venuta" o "parusía", ritorno che dovrà coincidere con il Giorno del giudizio e l'inizio di «un nuovo cielo e una nuova terra» (Ap21,1).
La successiva tradizione cristiana ha ritenuto come storico l'evento della risurrezione, riconoscendo questa con professioni di fede e di culto. Quegli studiosi moderni che negano questa interpretazione ritengono che si tratti di una mistificazione degli apostoli, o di una convinzione sorta a seguito di allucinazioni, o della riproposizione nel mondo giudaico di un mito diffuso nella religiosità ellenistica, babilonese e fenicia, relativo ad una divinità che muore e risorge.

## Gesù nella storiografia moderna
L'importanza della figura di Gesù nella storiografia è tale che tutto il mondo occidentale ed oltre suddivide la storia in anni, secoli e millenni prima e dopo la venuta del Cristo.
A partire dal Settecento, con lo svilupparsi del moderno metodo storico-critico, numerosi studiosi hanno cercato di ricostruire e interpretare la figura storica di Gesù. È possibile distinguere più fasi.
La prima fase (first quest) inizia alla fine del Settecento con Reimarus ed è caratterizzata dall'utilizzo delle metodologie dell'epoca per cercare di distinguere elementi storici ed elementi mitologici. Questa fase termina tradizionalmente all'inizio del Novecento con l'opera di Schweitzer, che evidenzia la frammentarietà dei risultati conseguiti.
Segue quindi una fase di calo di interesse per la ricerca storica su Gesù, nella quale viene comunque proposto (Bultmann) di filtrare il linguaggio delle fonti antiche, tenendo conto del contesto del tempo e della natura teologica degli scritti.
La ricerca riprende slancio alla metà del XX secolo (new quest): si cerca di conciliare le diverse nature di Gesù, ma si è ancora concentrati sui vangeli canonici.
Lo studio sulla figura di Gesù si è quindi ampliato notevolmente negli ultimi decenni, estendendo la base documentale e considerando anche testi quali i vangeli apocrifi e i manoscritti non biblici di Qumran. Questa nuova fase (third quest) si caratterizza inoltre per l'interesse e l'attenzione posti nell'analisi del contesto storico e sociale del tempo. La terza ricerca «[…] ha seguito vari percorsi, uno dei più controversi dei quali è quello del Jesus Seminar, che studia ciò che sia certo, ovvero possibile, probabile, o infine assolutamente impossibile che il Gesù storico abbia detto o fatto. Materiale per statistici, più che per teologi». Secondo l'accademico Paul Mattei, professore di letteratura latina e patristica all'Université Lumière Lyon-II, «i procedimenti» del Jesus Seminar «[…] hanno spesso suscitato stupore ed ironia (voto a maggioranza, tra i presenti, cooptati alle riunioni di gruppo) […] in rottura con qualunque tipo di dogmatismo confessionale […]».
Non ci sono dubbi sostanziali sul corso della vita di Gesù, quando e dove visse e morì e quale tipo di attività svolse durante la sua vita pubblica. Rimane fitto invece il dibattito sulla storicità di singole azioni o detti a lui attribuiti, così come sulle metodologie che è possibile applicare per la loro analisi. L'insieme di affermazioni su Gesù sulle quali c'è generale consenso tra gli studiosi, indipendentemente dal loro credo, comprendono la sua nascita verso il 4 a.C., la sua infanzia a Nazareth, il battesimo a opera di Giovanni Battista, la costituzione di un gruppo di discepoli, l'insegnamento nei villaggi e nelle campagne della Galilea, la predicazione del Regno di Dio, il viaggio a Gerusalemme culminato con i disordini al tempio, la cena finale con i discepoli, la cattura, l'interrogatorio e la messa a morte da parte di Ponzio Pilato, cui seguono prima una fuga e poi la ricostituzione del gruppo di discepoli, convinti del ritorno di Gesù per fondare il Regno.

## Gesù tra ricerca e divulgazione

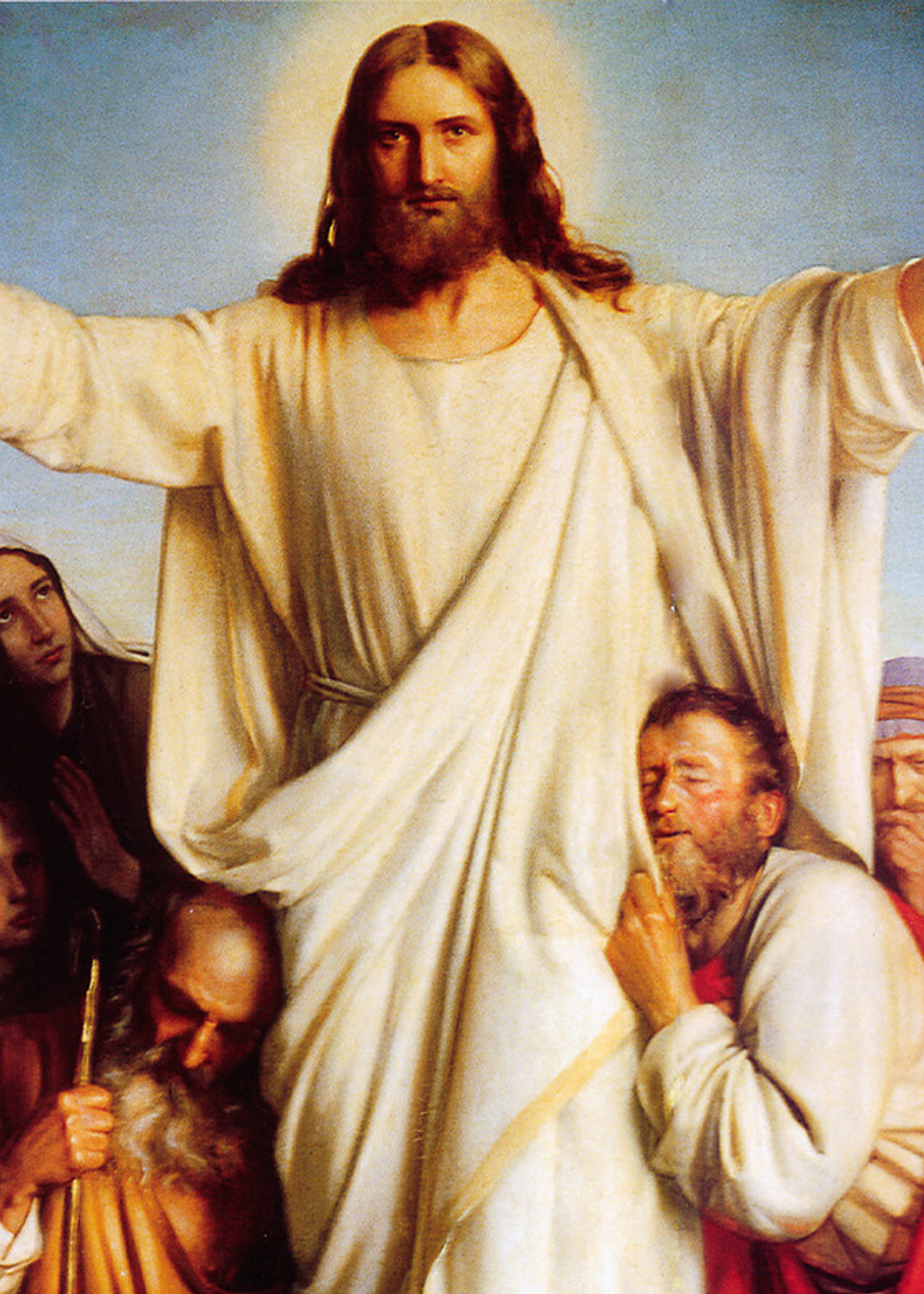
Il Consolatore, di Carl Heinrich Bloch

La figura di Gesù, tradizionalmente oggetto di studi teologici e storici, è stata di recente al centro di un nuovo fenomeno culturale, che si è concretizzata in un rinnovato interesse da parte del vasto pubblico e nella diffusione di numerosi contributi saggistici, giornalistici e televisivi, nonché di rielaborazioni cinematografiche e romanzesche. È quindi emerso un forte intento divulgativo, che però è stato spesso accompagnato e condizionato dalla ricerca dell'effetto, a scapito del rigore. Nel panorama editoriale sono quindi prevalentemente diffuse pubblicazioni semplificate, come testi a carattere devozionale, da un lato, e libri scandalistici, dall'altro: i risultati della ricerca storica sono invece ancora poco noti all'opinione comune, e questo scollamento pare in aumento.
Fatta questa precisazione, è comunque possibile individuare con larga approssimazione quattro orientamenti principali, qui elencati progressivamente da una maggiore a una minore pretesa di storicità attribuita alle fonti canoniche:
- secondo alcuni autori e confessioni cristiane di stampo fondamentalista (tra le quali i Testimoni di Geova e la cattolica Scuola esegetica di Madrid), i vangeli rappresentano dei fedeli resoconti storici della vita e dell'operato di Gesù. Eventuali discordanze interne, tra i racconti evangelici o con fonti storiche non cristiane, a un esame approfondito possono essere spiegate e appianate in vario modo;[Nota 67]
- secondo la Chiesa cattolica e la maggior parte delle Chiese protestanti, le quali non accettano la completa inerranza biblica, i vangeli non sono vere e proprie biografie di genere storico, ma sono racconti principalmente teologici, fondati comunque su solide basi storiche, redatti dalla Chiesa del I secolo col non secondario intento di dare una risposta alle situazioni problematiche che si trovava ad affrontare (di qui il concetto di Sitz im leben, "situazione di vita");
- secondo molti storici non cristiani e alcuni teologi e biblisti cristiani, seppure caratterizzati da notevoli differenze nei presupposti e nelle conclusioni della ricerca,[Nota 68] le fonti evangeliche non sarebbero totalmente attendibili: Gesù è stato un predicatore ebreo di grande levatura morale vissuto all'inizio del I secolo, secondo alcuni un esseno o un nazireo, che avrebbe terminato in croce la sua esistenza. La comunità dei suoi credenti lo avrebbe poi esaltato, attribuendogli miracoli e prodigi. Per risalire al vero Gesù storico occorre pertanto "demitizzare" i vangeli, privandoli delle aggiunte e reinterpretazioni attuate dai suoi fedeli. Secondo alcuni di questi studiosi, Gesù sarebbe «un uomo trasformato in un dio»;[136]
- altri autori[Nota 69] privano infine di qualunque valore storico i vangeli, negando in alcuni casi la stessa esistenza storica di Gesù e relegandolo alla sfera del mito. La cosiddetta "corrente mitica" sostiene infatti — all'opposto della corrente storica — che Gesù sarebbe «un dio trasformato in un uomo»:[136] leggende e miti preesistenti all'anno zero sarebbero stati applicati a un predicatore ebreo in realtà mai esistito.

## Gesù secondo il cristianesimo

### Cristologia

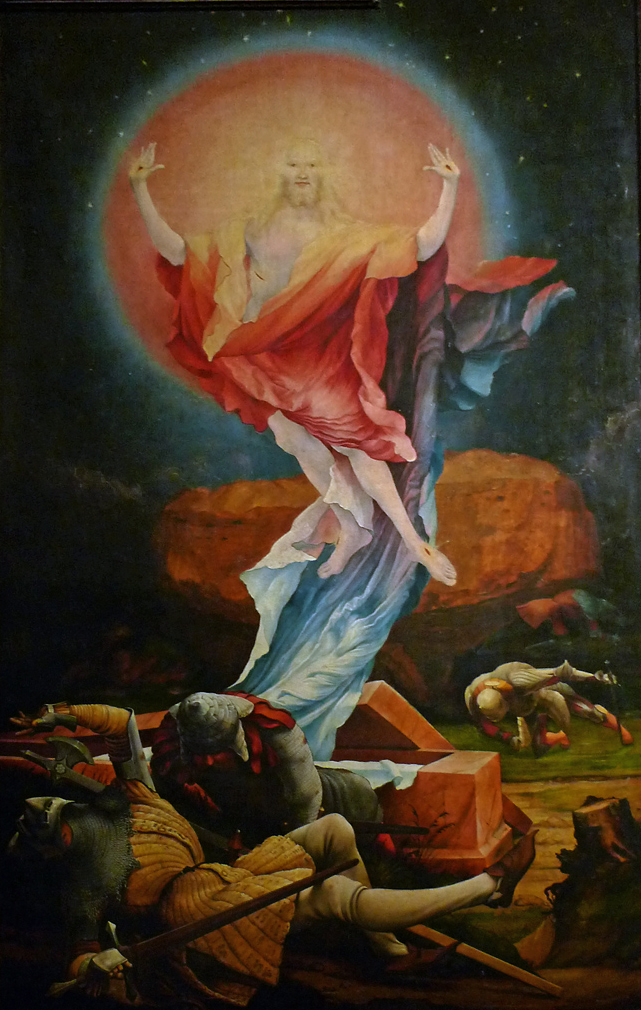
Matthias Grünewald, Cristo in maestà, dall'Altare di Issenheim, 1515

La cristologia è quella parte della teologia cristiana che definisce e studia razionalmente, sulla base della rivelazione, la figura di Gesù. Quattro sono i temi principali, strettamente legati tra loro, sui quali si è soffermata nella tradizione cristiana la riflessione cristologica:
- il ruolo della morte e risurrezione di Gesù nella redenzione e salvezza del genere umano (cristologia soteriologica). La riflessione in tal senso è già presente nei testi neotestamentari, soprattutto nella Lettera agli Ebrei e nelle lettere di Paolo. Due sono in particolare gli aspetti soteriologici del mistero pasquale:
  - la morte di Gesù,[Nota 70] che è contemporaneamente vittima[Nota 71] e sacerdote,[Nota 72] costituisce il compimento e il superamento[Nota 73] dei sacrifici dell'Antico Testamento,[137] che non sono più necessari per l'espiazione del peccato (Ebrei 9,14;10,5-10[138]). Grazie a questo sacrificio "tutti" hanno ottenuto la giustificazione (Romani 5,19[139]), cioè il ristabilimento dell'originale stato di grazia tra Dio e gli uomini, che si era corrotto in conseguenza del peccato originale;
  - la risurrezione di Gesù,[140] oltre a compartecipare con la morte al processo di giustificazione (Romani 4,25;6,4[141]), permette all'umanità riscattata[Nota 74] di poter ricevere la cosiddetta «adozione filiale», cioè di partecipare alla vita di natura divina propria del Figlio nella risurrezione futura (1 Corinzi 15,20-22[142]);
- il rapporto tra la natura umana e divina in Gesù (cristologia antropologica). Il Nuovo Testamento attribuisce a Gesù sia la natura umana — secondo la quale Gesù, come tutti gli uomini, è nato, ha patito ed è morto —, sia quella divina, secondo la quale Gesù-Logos esiste fin dall'eternità (Gv1,1;8,58;17,5[143]), è stato la causa della creazione dell'universo (Gv1,3[144]) ed esisterà per l'eternità (Apocalisse 22,13[145]).
Non sono però fornite indicazioni sul modo nel quale queste nature, di per sé inconciliabili, coesistano nella persona di Gesù. Il problema è stato vivacemente e ampiamente dibattuto nei primi secoli della cristianità in particolare durante i concili ecumenici, in risposta alle varie dottrine cristologiche;
- in che modo la natura divina di Gesù si relaziona con quella del Padre e dello Spirito Santo (cristologia trinitaria). Anche in questo caso il Nuovo Testamento accenna fugacemente alla "Trinità" in alcuni passi (Mt28,19[146]; 1 Corinzi 12,3[147]; 2 Corinzi 13,13[148]), ma solo nei successivi concili ecumenici verrà chiarito il legame tra le tre persone divine;
- in epoca moderna, con lo svilupparsi del metodo storico-critico applicato ai libri del Nuovo Testamento, si è sviluppato il binomio "cristologia esplicita" (cosa i testi dicono di lui, il «Cristo della fede») e "cristologia implicita" (come era realmente Gesù e cosa ha detto di sé, il «Gesù della storia»). Obiettivo della cristologia implicita è risalire al reale Gesù storico, privato delle successive interpretazioni della tradizione cristiana.

### Dispute cristologiche
Come accennato, il Nuovo Testamento lascia largo spazio alla libera riflessione cristologia e trinitaria. Durante i primi secoli della cristianità furono elaborate molte teorie teologiche – giudicate eretiche dai primi concili ecumenici. È spesso difficile conoscere il reale contenuto di queste dottrine: le informazioni pervenuteci provengono infatti perlopiù da autori cristiani e dunque la nostra conoscenza è soltanto indiretta.
- Ebionismo. Il movimento giudeo-cristiano degli Ebioniti (II secolo) considerava Gesù come un grande profeta, al pari di Mosè, ma soltanto un uomo: di grande virtù, ma privo della natura divina.
- Docetismo. Sostenuto da autori gnostici tra il I-IV secolo. Gesù è un eone di natura divina e l'elemento umano è solo apparente[Nota 75] – in particolare per quanto riguarda la passione (una corrente minoritaria[149] sostiene che non fu Gesù a patire e morire in croce, ma Simone di Cirene). Cenni antidoceti indicanti la realtà del Logos-Gesù sono presenti già nel Nuovo Testamento (1 Giovanni 1,1-3[150]).
- Adozionismo. Sostenuto da vari autori come l'ebionita Cerinto (fine I-inizio II secolo), Paolo di Samosata (ca. 200 – ca. 275) e altri. Gesù è un semplice uomo che, per la sua notevole virtù, è stato adottato da Dio – il quale lo ha investito della natura divina al momento del battesimo. L'adozionismo è confluito in una corrente del modalismo, il cosiddetto modalismo dinamico.
- Modalismo, detto anche Monarchismo, Sabellianesimo (Sabellismo) o Patripassianesimo. Sostenuto da Sabellio (inizio del III secolo). Il Figlio, al pari del Padre e dello Spirito Santo, non è una vera e propria persona, ma un modo-manifestazione dell'unica sostanza-principio (arché) divina. In tal modo in croce ha patito anche il Padre (e lo Spirito Santo).

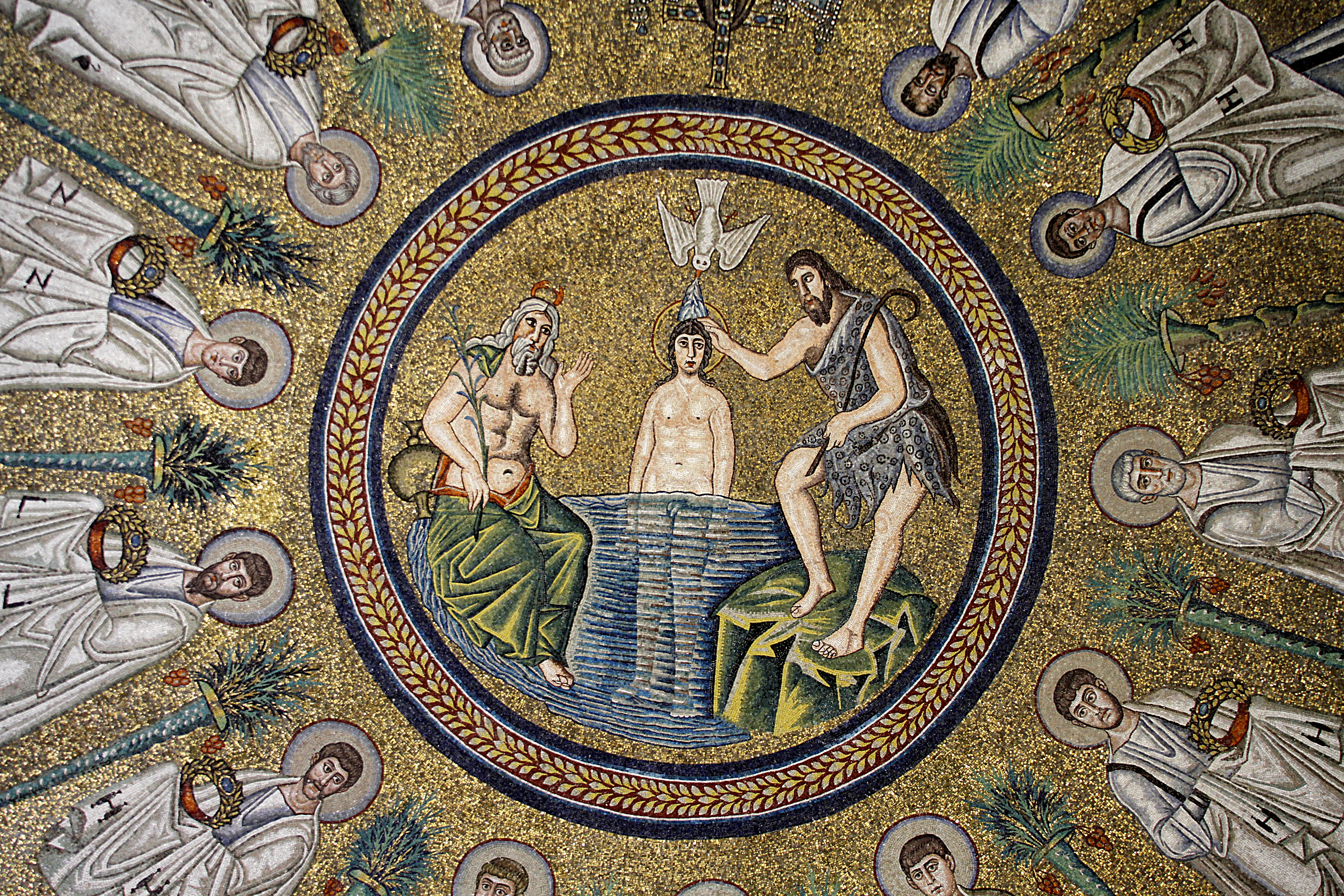
Mosaico della cupola del battistero degli Ariani a Ravenna, VI secolo

- Arianesimo. Elaborato da Ario (256-336). Il Logos-Gesù è divino, ma è stato creato dal Padre (la formula attribuitagli dagli avversari è: «C'era un tempo in cui il Figlio non era»).[Nota 76] Il Figlio dunque non è della stessa sostanza del Padre, ma rappresenta una sorta di semi-divinità a lui subordinata (subordinazionismo). L'arianesimo diede origine ad alcuni movimenti, detti "neo-ariani":[151][Nota 77]
  - Anomeismo. Sostenuto da Ezio († 367). Il Figlio, creato dal Padre, non è consustanziale al Padre ed è diverso da lui (anòmoios = non omoios = non simile).
  - Omoiusiani. Sostenitori di Basilio di Ancira (attivo tra il 336 e il 360). Il Figlio, creato dal Padre, è di sostanza distinta ma simile (omoiùsios) al Padre. Nei fatti, questa definizione differisce da quella ufficiale elaborata dal concilio di Nicea (omousía, "consustanzialità") solo per una iota.
  - Omeismo. Sostenuto da Acacio di Cesarea († 366). Come la corrente precedente, indica il Figlio come creato e simile (omóios) al Padre, lasciando però indefinito il rapporto circa la sostanza.
- Apollinarismo. Elaborato da Apollinare di Laodicea (310-390 circa) sulla base dell'antropologia aristotelica. In Gesù c'è la sola natura umana, ma in modo incompleto: l'anima vegetativa e animale sono umane, mentre l'anima razionale è costituita dal logos divino.
- Nestorianesimo, o duofisismo (dal greco antico δύς, dys, 'due', e φύσις, physis, 'natura') estremo. Elaborato da Nestorio (381-451 circa). In Gesù ci sono due nature e due persone, connesse attraverso un'unione puramente morale.
- Monofisismo. Elaborato da Eutiche (378-454 circa). In Gesù esisteva una sola natura (mòne phýsis), quella divina, che ha assorbito la natura umana.
- Monotelismo, o monoteletismo. Elaborato dal patriarca Sergio I di Costantinopoli (565-638 circa). Nella persona di Gesù ci sono le due nature, umana e divina, ma una sola volontà, quella divina.

### Concili ecumenici

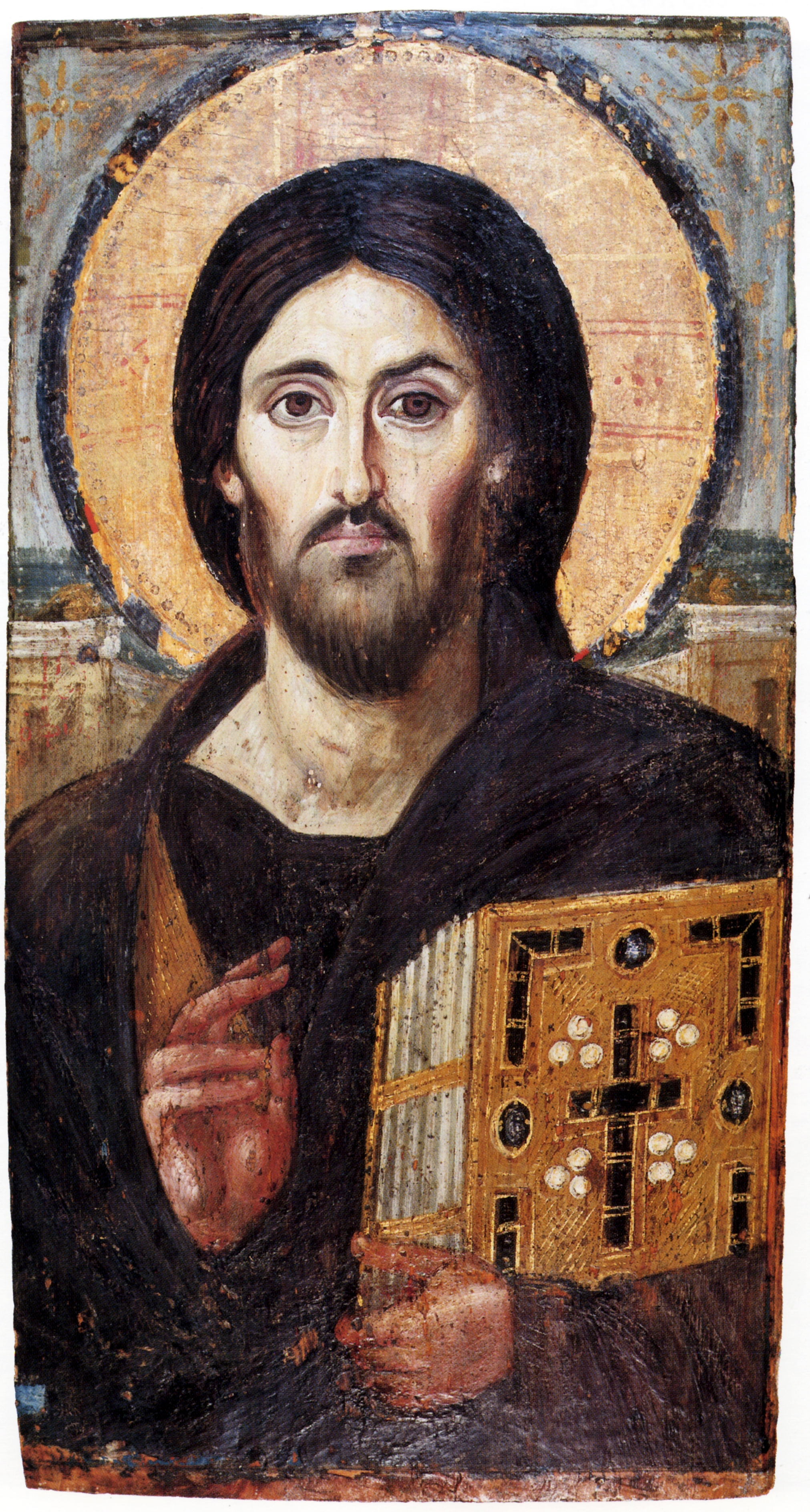
Icona del Cristo Pantocratore dipinta ad encausto, conservata nel monastero di Santa Caterina, monte Sinai, VI-VII secolo

La Chiesa cattolica, già prima del Grande Scisma, ha elaborato un insieme di dottrine e dogmi definiti come cristologia, durante i primi sette concili ecumenici, in base ai quali altre correnti di pensiero o altre interpretazioni delle scritture sono state definite "eresie".
- I. Primo concilio di Nicea (325). Nel cosiddetto Simbolo Niceno[152] (o "Credo breve") il Figlio è definito consustanziale (omoùsion) al Padre, cioè «della stessa sostanza del Padre», con un'implicita condanna della dottrina di Ario.
- II. Primo concilio di Costantinopoli (381). Ribadisce il concilio di Nicea formulando il Simbolo niceno-costantinopolitano[153] ("Credo lungo"), ampliamento del precedente.
- III. Concilio di Efeso (431). Stabilisce che Maria è «Madre di Dio» (Θεοτόκος, Theotókos) e che in Cristo sono unite la natura umana e divina in una sola persona, condannando implicitamente il difisismo di Nestorio, l'adozionismo e il docetismo.[154]
- IV. Concilio di Calcedonia (451). Stabilisce che nell'unica persona-ipostasi (sostanza) di Gesù vi sono le due nature, umana e divina, «senza confusione, immutabili, indivise, inseparabili»,[155] con una condanna implicita, dunque, del monofisismo di Eutiche.
- V. Secondo concilio di Costantinopoli (553). Riafferma le dottrine cristologiche stabilite nei precedenti concili, condannando esplicitamente diversi autori, tra cui Apollinare, Nestorio e Eutiche.[156]
- VI. Terzo concilio di Costantinopoli (680-681). Stabilisce che in Gesù vi sono sia la volontà umana che quella divina — non in contrasto tra di loro, in quanto la prima segue la seconda — e condanna esplicitamente il monotelismo di Sergio.[157]
- VII. Secondo concilio di Nicea (787). Stabilisce che chi venera un'immagine sacra venera chi è in essa riprodotto, condannando quindi l'iconoclastia.[158]

### Chiese cristiane conciliari
Al giorno d'oggi, i seguaci del messaggio di Gesù (cristiani) sono circa 2,1 miliardi, cioè poco meno di un terzo degli abitanti del mondo. I cristiani sono suddivisi in molte chiese, confessioni o denominazioni, che possono essere distinte in riferimento all'effettivo riconoscimento dei vari concili ecumenici.
Le decisioni dei primi sette concili ecumenici sono adottate dalle maggiori confessioni cristiane, che condividono dunque la stessa cristologia: cattolici, ortodossi, protestanti, anglicani. Le diversità tra queste chiese riguardano prevalentemente questioni ecclesiologiche.
Alcune chiese di tradizione monofisita riconoscono solo i primi tre concili, rigettando dunque il concilio di Calcedonia e i seguenti: si tratta dei cristiani copti, siriaci e armeni. Secondo queste confessioni, in Gesù è presente la sola natura divina, la quale ha assorbito quella umana.
Alcune chiese di tradizione nestoriana riconoscono solo i primi due concili, rifiutando il concilio di Efeso e i seguenti: si tratta dei cosiddetti cristiani assiri. A loro detta, in Gesù ci sono due nature e due persone, connesse da un'unione puramente morale.

### Chiese cristiane non conciliari
Altre chiese cristiane non si riconoscono nella tradizione storica e teologica propria del Cristianesimo tradizionale, basato sulle decisioni dei primi concili ecumenici. Principalmente esse rigettano le definizioni sull'unicità di Dio e la natura divina di Gesù riportate nel Credo del concilio di Nicea.
- Secondo i testimoni di Geova,[Nota 78] Gesù non è Dio, ma suo figlio, e come tale sottoposto al Padre, non esiste dall'eternità,[Nota 79] ma fu il principio della creazione di Dio-Geova ed è pertanto chiamato dalla Bibbia «Figlio Unigenito». Per mezzo di lui, impiegato come artefice (Proverbi 8:30) sono state create tutte le cose.[160] Nacque dalla vergine Maria, fu il Messia preannunciato dalle Scritture, ha predicato e compiuto miracoli, è morto su un palo di tortura (non una croce) in sacrificio di riscatto, per redimere l'umanità dal peccato adamico; è risorto, e tornerà alla fine dei tempi per instaurare un regno di pace retto da un governo mondiale eterno. Gesù, ad avviso dei testimoni di Geova è anche colui che l'Apocalisse di Giovanni o Rivelazione identifica come l'arcangelo Michele.[161]
- Secondo la Chiesa di Gesù Cristo dei Santi degli Ultimi Giorni (mormoni), Gesù è il Cristo, il Redentore, il Figlio di Dio e l'Iddio Eterno.[Nota 80] Inoltre, Gesù è considerato il Geova dell'Antico Testamento,[162] e dunque il Creatore del mondo.[163] Per i mormoni, il Padre, il Figlio e lo Spirito Santo sono un solo Dio,[164] in quanto uniti e in armonia nei proposti e nella dottrina, benché siano personaggi separati e distinti, infatti, il Padre e il Figlio sono esseri spirituali con corpi tangibili di carne e ossa, mentre lo Spirito Santo è una persona di solo spirito.[165] In base al racconto del Libro di Mormon — testo considerato sacro dai mormoni al pari della Bibbia —, Gesù, dopo essere risorto a Gerusalemme, apparve e impartì i suoi insegnamenti ad un popolo che abitava il continente americano,[166] discendente da famiglie del lignaggio di Israele. Secondo una tradizionale interpretazione di Dottrina e Alleanze 20,1, altro testo sacro per i mormoni, si ritiene che Gesù sia nato il 6 aprile dell'1 a.C.

- Secondo la Chiesa dell'unificazione del reverendo Sun Myung Moon, Gesù non è Dio, ma soltanto un uomo. Non è nato verginalmente, ma era figlio illegittimo di Maria e Zaccaria.[167] La sua predicazione si rivelò fallimentare, principalmente a causa del mancato supporto di Giovanni Battista. La morte in croce di Gesù non ha significato salvifico, mentre la sua risurrezione non è stata corporale: si è trattato soltanto di un suo "ritorno" in forma spirituale. Il reverendo Moon si definisce «terzo Adamo» e incarnazione dello stesso Gesù.[168]

### Liturgia

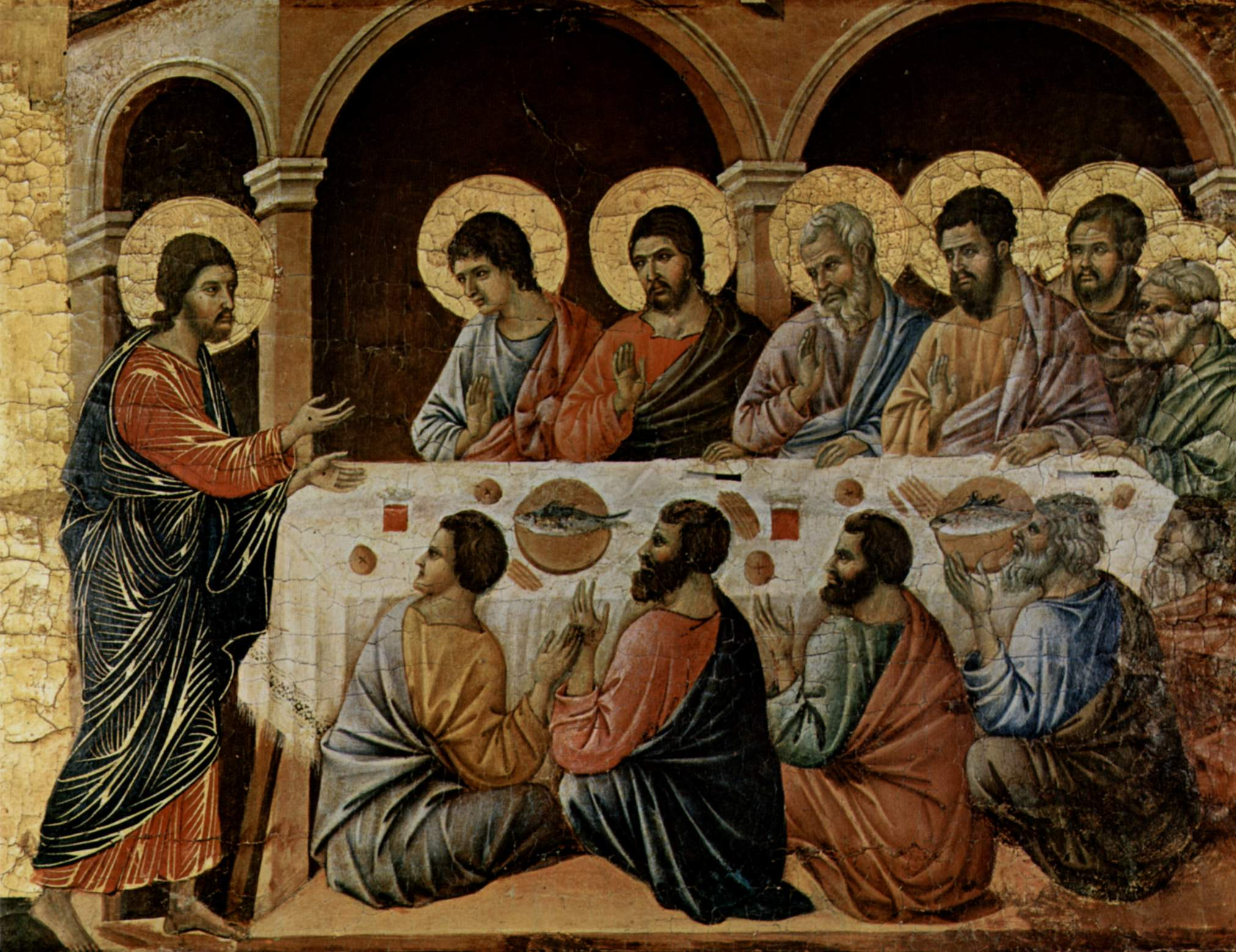
Duccio di Buoninsegna, Maestà, particolare, 1308-1311, Siena

Tutta la liturgia cristiana è costruita intorno alla figura di Gesù.
- I riti principali sono i sacramenti (sette nella tradizione cattolica e ortodossa, di numero variabile a seconda delle varie chiese protestanti), che sono considerati basati sul comando e l'esempio di Gesù.[Nota 81] Il principale sacramento è l'eucaristia (traslitterazione del termine greco εὐχαριστία, eucharistía, "rendimento di grazie"), che, secondo il racconto dei vangeli, Gesù istituì nel corso dell'Ultima Cena. Tra le varie chiese cristiane vi sono notevoli differenze circa il significato da attribuirsi all'eucaristia:
  - per la Chiesa cattolica e quella ortodossa, durante l'eucaristia — celebrata nel più ampio rito della messa ("divina liturgia" nella dicitura ortodossa) — avviene il miracolo della transustanziazione: la sostanza del pane e del vino muta in quella del corpo e sangue di Gesù[Nota 82] («presenza reale»), rimanendo però inalterati gli accidenti (forma, colore e sapore).[Nota 83] La tradizione cattolica riconosce che, nel caso dei cosiddetti miracoli eucaristici, tale mutazione riguarda anche gli accidenti;
  - per le chiese protestanti di tradizione luterana, durante l'eucaristia – celebrata durante il rito della "Cena del Signore", avviene l'unione sacramentale:[169] alle sostanze del pane e del vino si affiancano quelle del corpo e sangue di Gesù;
  - per le chiese protestanti di tradizione calvinista, l'Eucaristia rappresenta invece una semplice commemorazione, o ricordo, dell'Ultima Cena e del sacrificio in croce di Gesù, in cui la presenza di Cristo è soltanto «pneumatica», ovvero spirituale.[170]
- L'anno liturgico è il ciclo temporale, della durata di un anno, in cui sono scandite le celebrazioni relative ai principali avvenimenti della vita di Gesù, per esempio il Natale (nascita), l'Epifania (visita dei Magi), la Pasqua (risurrezione).
- Le preghiere usate nella liturgia si basano sui testi della Bibbia. La «preghiera della Chiesa per eccellenza»[171] è il Padre Nostro, insegnato dallo stesso Gesù agli apostoli in Mt6,9-13[172].

Le varie chiese hanno poi sviluppato riti e preghiere proprie, per esempio, nella tradizione cattolica sono importanti il Rosario (nei cui 20 «misteri» sono ricordati i principali eventi della vita di Gesù e di sua madre) e la Via Crucis (che ripercorre in 14 «stazioni» gli eventi della passione e morte di Cristo).

### Reliquie

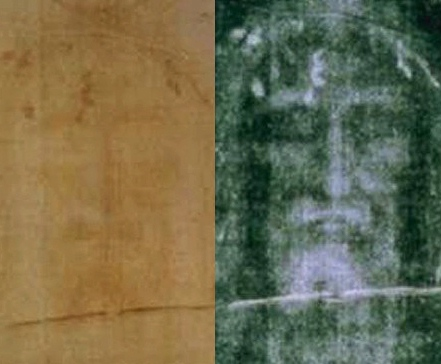
Dettaglio del volto dell'uomo della Sindone: a sinistra l'immagine reale, a destra il negativo in bianco e nero

Secondo le tradizioni cattolica ed ortodossa, non accettate dai protestanti, esistono numerose reliquie attribuibili a Gesù. È probabile che molte di queste siano falsi medievali.
In epoca contemporanea, la più nota, studiata e discussa reliquia attribuita a Gesù è la Sindone (σινδών, sindón, significa "lenzuolo" in greco), attualmente conservata a Torino e di possesso personale del papa. Secondo la tradizione, è il lenzuolo nel quale è stato avvolto il corpo di Gesù nel sepolcro. Il tessuto è di lino e misura 442×113 cm. Presenta la doppia immagine (frontale e dorsale) di un uomo con barba, baffi e capelli lunghi, recante sul corpo i segni corrispondenti alla descrizione della passione: flagellazione, coronazione di spine, mani e piedi trapassati da chiodi, ferita di lancia nel costato. L'immagine non è dipinta, ma deriva da un graduale ingiallimento della fibra tessile – come se si trattasse dell'impressione negativa di una pellicola fotografica. In corrispondenza delle ferite più profonde sono presenti tracce di sangue di tipo AB.
La storia della Sindone è documentata con certezza solo a partire dal 1353, anno in cui il cavaliere francese Goffredo di Charny, che aveva combattuto in Medio Oriente, ne dichiarò il possesso. La Chiesa non si è mai ufficialmente pronunciata circa l'autenticità della Sindone, ma ne permette comunque la venerazione. In epoca contemporanea è stata oggetto di numerosissimi studi scientifici. Ha destato grande eco l'esame del carbonio 14 realizzato nel 1988 – secondo il quale andrebbe datata, con certezza al 95%, tra il 1260 e 1390 e si tratterebbe quindi di un falso medievale. I sostenitori dell'autenticità della Sindone fanno però notare come il reperto sia stato sicuramente contaminato in vario modo lungo i secoli (funghi, batteri, manipolazione non protetta, incendio; fu anche bollita nell'olio), lasciando ipotizzare una possibile alterazione del risultato dell'esame. Inoltre, sostengono, anche che se si trattasse di un falso medievale, non sarebbe comunque chiaro il metodo usato dal falsario per "impressionare" il tessuto.
Un'altra reliquia attribuita a Gesù, meno nota e studiata della Sindone, è il sudario di Oviedo – un panno di lino che sarebbe stato usato per pulire il volto di Gesù durante la deposizione, prima che venisse avvolto dalla Sindone. Contiene macchie indistinte di sangue di tipo AB. L'esame al carbonio 14 lo ha datato al VII secolo.
Le altre reliquie attribuite a Gesù sono i presunti resti del corpo di Gesù (tra cui varie tracce di sangue, una costola, i resti della circoncisione del prepuzio) e oggetti con cui egli sarebbe entrato a contatto, come strumenti della Passione (la croce, i chiodi, la corona di spine, la lancia, il titulus crucis, o nella tradizione medievale il Santo Graal).

## Gesù in altre tradizioni religiose

### Ebraismo
L'Ebraismo non riconosce Gesù come il Messia atteso, né tanto meno gli attribuisce natura divina, caratteristiche che sono considerate estranee alla tradizione ed alla religione monoteistica ebraica. Mosè Maimonide, rabbino del XII secolo e fondamentale teologo ebraico, lo chiama «Gesù il Nazareno», e lo considera alla stregua di un rabbì itinerante, al quale la successiva tradizione cristiana, mentendo, ha attribuito miracoli e di cui ha falsamente proclamato la resurrezione.
Circa il processo di Gesù che ne decretò la morte, secondo la Jewish Encyclopedia, la responsabilità fu della "arrogante" gerarchia sadducea. Questa ne decretò la morte consegnandolo a Pilato, ma non istituì un vero e proprio processo sinedrita (che avrebbe coinvolto anche l'ebraismo farisaico, da cui deriva l'ebraismo rabbinico). Il principale motivo della condanna non derivò da questioni teologiche relative alla divinità o messianicità di Gesù, ma dalla reazione all'episodio della cosiddetta purificazione del Tempio da lui compiuto.

### Islam
Sulla base del Corano, i seguaci dell'Islam onorano la figura di Gesù (عيسى, ʿĪsā in arabo) e lo considerano un profeta e il Messia. L'Islam crede nel suo concepimento verginale da Maria, definita appunto al-Batūl, "la Vergine" (III,47; XIX,20; XXI,91; LXVI,12). Gesù è un grande profeta di Dio (ﺭﺴﻮﻝ الله, rasūl Allāh, IV,157; LXI,6; VI,85), ma di natura umana, e non divina (IV,171; V,75). Ha compiuto miracoli «col permesso di Allah» (V,110): cosa che non fu concessa neanche a Maometto, se si eccettua la sua perfetta fedeltà alla lettera del Messaggio divino, nel momento in cui egli lo riproponeva agli uomini. Non fu Gesù a essere crocifisso e morire in croce («qualcuno fu reso ai loro occhi simile a Lui», IV,157). Ascese al Cielo (III,55), senza dunque risorgere («Iddio lo innalzò a Sé», IV,158). In base al versetto «Egli non è che un Presagio per l'Ora» (XLIII,61), Gesù sarebbe destinato a tornare nel mondo, come Mahdi, prima del giorno del Giudizio, apparendo all'altezza del minareto cosiddetto "di ʿĪsā" nella Grande Moschea degli Omayyadi di Damasco. Il suo fine di combattere e sconfiggere il Dajjāl sarà coronato da successo ed egli potrà avviare quindi un quarantennio di perfetta vita islamica sulla Terra, prima di morire, infine, di morte naturale ed essere sepolto a Medina, risorgendo subito dopo, nell'apocalittico Yawm al-dīn per il definitivo giudizio divino. La necessità della sua morte sembra d'altronde coerente con l'assioma per cui a nessun uomo è concessa l'immortalità, tanto che anche Maometto dovette morire nel 632.
Alcuni commentatori del Corano (tra cui Zamakhsharī e Baydāwī) sostengono che uno degli apostoli (magari Pietro) si sia offerto come "sostituto" per il maestro, nella speranza di ottenere il paradiso come ricompensa. Tra le altre ipotesi avanzate circa l'identità del sostituto: Simone di Cirene, Giuda Iscariota, Satana, un soldato romano di nome Titanus, o un altro sconosciuto.
Il movimento della Ahmadiyya di Qādyān e di Lahore, in India — di origine islamica, ma considerato dai sunniti e dagli sciiti come eretico — afferma che Gesù non sarebbe morto in croce: a loro detta, rimase sulla croce per quattro ore poi venne rimosso e curato dalle sue ferite con un unguento speciale chiamato marham-i Īsā (unguento di Gesù); dalla Palestina fuggì poi in India, dove visse ancora per molti anni, fino a morire di vecchiaia a Srinagar, nel Kashmir: qui, in effetti, si trova un monumento tradizionalmente indicato come «la tomba di ʿĪsā» e secondo gli Ahmadiyya il fondatore del loro movimento religioso Mirza Ghulam Ahmad è il ritorno spirituale di Gesù.

### Bahaismo
La fede Bahá'í considera Gesù come una manifestazione dell'unico Dio, al pari di Muhammad, Buddha, Krishna, Zoroastro e dei messaggeri delle altre grandi religioni. Gesù come tutte le manifestazioni di Dio ha una doppia natura, umana e divina; tuttavia, non è possibile che sia presente nella sua persona la pienezza di Dio, in quanto egli è assolutamente trascendente. Gesù è il Messia preannunciato dall'Antico Testamento. Come i cristiani e i musulmani, anche i bahá'í credono nel concepimento verginale di Gesù, tuttavia ritengono che Egli è Figlio di Dio in senso spirituale, ma non biologico. Bahá'u'lláh, il fondatore della Fede Bahà'i, rappresenta il ritorno di Gesù in senso spirituale e non fisico.

### Religioni classiche
La figura di Gesù e il suo insegnamento vengono investigati dai teologi e filosofi del cosiddetto «paganesimo» solo a partire dal III secolo. Al riguardo, tuttavia, disponiamo di poche fonti, per lo più mediate dalle opere dei Padri della Chiesa del IV secolo.
Il principale testo di riferimento è certamente la Filosofia desunta dagli oracoli, opera perduta del filosofo «pagano» Porfirio (203-305). In quest'opera, Porfirio, come riporta Sant'Agostino, afferma: 
(Agostino, La città di Dio, XIX, 23)
Aggiunge poi altri brani come responsi degli dèi che oltraggiano i cristiani; quindi afferma: 
(Agostino, Op. cit.)
Dunque Ecate ha detto che era un uomo molto devoto e che la sua anima, come quella degli altri uomini devoti dopo la morte, fu stimata degna dell'immortalità e perciò i cristiani, che sono insipienti, lo adorano. E aggiunge: 
(Agostino, Op. cit.)
Quindi, secondo questa testimonianza «pagana», Gesù era un uomo saggio e pio, degno dell'immortalità insieme a Pitagora ed Eracle, ma i suoi seguaci, i cristiani, ebbero il grave torto di trasformarlo in un dio e quindi di adorarlo, rinnegando così l'essenza di Dio. I cristiani dovrebbero dunque limitarsi ad adorare Dio senza credere in Gesù come Dio.
La posizione di queste opere «pagane» – il rifiuto di Cristo come Dio ma il rispetto di Cristo come maestro e santo, verrà poi ripresa da alcune correnti cristiane del IV secolo dette «adozioniste», giudicate eretiche dalle Chiese cristiane conciliari.

### Buddhismo
Data la precedenza cronologica, sia nell'insegnamento di Buddha (VI-V secolo a.C.), sia nei testi sacri buddhisti, i Tripitaka (la cui prima redazione scritta risale al I secolo a.C.) non vi possono essere riferimenti alla figura di Gesù. Tuttavia, nella sezione Wàijiàobù (外教部, T.D. 2139) del Canone buddhista cinese sono raccolti dei testi, databili ai primi secoli della nostra era, della Chiesa nestoriana. Non è ancora dato di sapere il loro contenuto in quanto questi scritti non sono mai stati tradotti in lingua occidentale, né in un'edizione critica in lingua cinese o giapponese. L'incontro tra buddhisti e cristiani, quindi l'incontro dei buddhisti con la figura di Gesù, avvenne certamente già nel IV secolo quando è attestata la compresenza pacifica di monasteri buddhisti e cristiani nell'area di Merv (nell'attuale Turkmenistan). Coesistenza finita drammaticamente nel VI secolo al sopraggiungere di truppe persiane di fede mazdeista che distrussero i conventi di ambedue le religioni.
Oggi, alcuni buddhisti — tra i quali l'attuale Dalai Lama, Tenzin Gyatso — considerano Gesù come un bodhisattva ("illuminato") che ha dedicato la sua vita al bene dell'umanità, caratterizzando la sua predicazione con valori tipici del Buddhismo, quali pazienza, tolleranza e compassione. Tuttavia, Gesù non viene considerato manifestazione di un dio creatore, fonte unica e ultima di salvezza.

### Induismo
Non esistendo nell'Induismo una struttura unitaria e centralizzata, i movimenti religiosi di tale matrice hanno posizioni variegate riguardo alla figura di Gesù. Il guru Ramakrishna (1836-1886) credeva che Gesù fosse un'incarnazione di Dio, come anche Buddha e Krishna. Il guru Paramahansa Yogananda (1893-1952) riteneva Gesù la reincarnazione di Eliseo e sosteneva fosse discepolo di Giovanni Battista, il quale era una reincarnazione di Elia.

Del Mahatma Gandhi è celebre l'aforisma: 
(Mohandas Karamchand Gandhi)

### Rastafarianesimo
Nel Rastafarianesimo, fede religiosa discendente dal Cristianesimo, Gesù si è reincarnato per la seconda volta nell'imperatore d'Etiopia Hailé Selassié. In tale fede, il Leone di Giuda e la bandiera etiope imperiale sono i simboli più importanti.

### Antroposofia
Secondo Rudolf Steiner, il Cristo è il più elevato degli Elohim, ma non farebbe parte di loro in quanto parte della Trinità.

## Nella cultura di massa

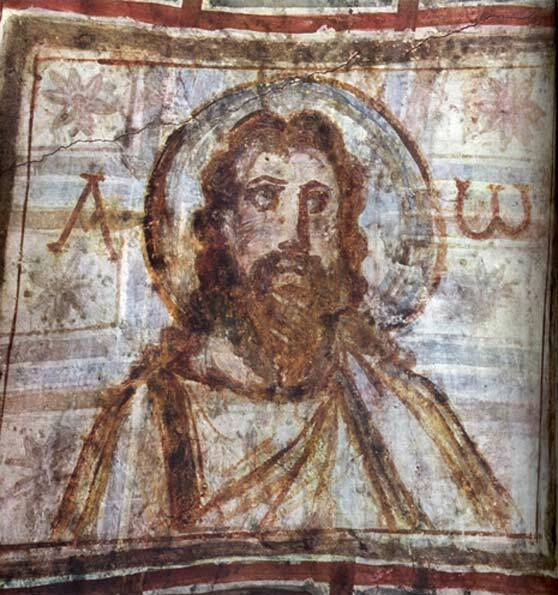
Cristo barbuto, immagine del IV secolo dipinta nelle catacombe di Commodilla

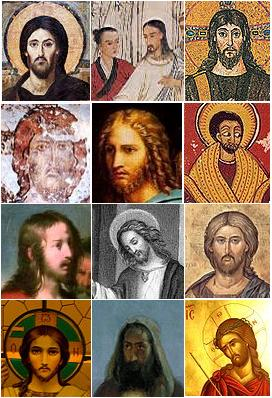
Rappresentazioni di Gesù. Si noti come si differenzino per l'influenza artistica delle culture che le hanno realizzate

La persona di Gesù e gli eventi a lui relativi narrati nel Nuovo Testamento hanno ispirato innumerevoli opere artistiche e culturali nei successivi due millenni. Si tratta soprattutto di pitture, mosaici, statue, melodie e canti ad uso della devozione cristiana; in epoca contemporanea, si sono aggiunti anche romanzi, film, opere teatrali.
Le raffigurazioni pittoriche di Gesù e dei santi, attestate sin dai primi secoli dell'era cristiana, marcano un deciso distacco dalla religiosità ebraica, che avversava profondamente qualunque riproduzione di esseri viventi e vietava categoricamente la raffigurazione di Dio.
I vangeli non forniscono una descrizione fisica di Gesù. Nei primi secoli del Cristianesimo non si hanno sue rappresentazioni dirette, ma piuttosto simboli o immagini allegoriche – come il pesce, il Buon Pastore, il Crismon-Labarum, il Sator. Non sono attestate rappresentazioni antiche della crocifissione, che per la cultura greco-romana rappresentava la pena più ignominiosa (fa eccezione il cosiddetto graffito di Alessameno, probabile "vignetta" anticristiana).
Nel periodo tardo antico, con la secolarizzazione del culto cristiano e il distacco definitivo dalla tradizione ebraica, si diffondono rappresentazioni dirette di Gesù. Il suo volto viene inizialmente raffigurato come quello di un giovane imberbe e con i capelli corti, tale modello rimarrà in uso fino al VI secolo, con una successiva ripresa in età carolingia. Dal IV secolo appare il Gesù barbuto, con i capelli lunghi, che è diventato la raffigurazione tradizionale del Cristo. Il cambiamento fu probabilmente influenzato in Oriente dal Mandylion e in Occidente, successivamente, dalla Sindone, che peraltro i sindonologi ipotizzano coincidente con lo stesso Mandylion.
Per secoli l'iconografia ha privilegiato l'aspetto maestoso e glorioso di Gesù risorto, rappresentato dal modello del Pantocratore ("onnipotente"). A partire dal Medioevo, in concomitanza con la predicazione di Francesco d'Assisi, si afferma definitivamente in Occidente la raffigurazione della crocifissione, che si affianca a quella di Gesù risorto.
Nel Rinascimento, la figura di Gesù si laicizza e diventa il prototipo dell'uomo perfetto. Tale visione avrà il suo massimo esponente in Michelangelo, che nel Giudizio universale recupera l'immagine paleocristiana del Cristo imberbe.

### Riferimenti
1. ↑  Cfr. le seguenti fonti:
«JESUS. Jesus Christ (7–5 BCE – 30–33 CE) is the founder of the Christian religion.»
(DALE C. ALLISON, JR., Jesus in Encyclopedia of Religion, vol.7. New York, Macmillan, 2004, p.4843)

«Jesus (c. 4 B.C.E.–c. 30 C.E.) the founder of CHRISTIANITY.»
(Robert S. Ellwood. Jesus, in Encyclopedia of World Religion, New York, Facts on File, 2007, p.238)

«Gesù di Nazaret. Chiamato comunemente anche Gesù Cristo, è il fondatore del cristianesimo.»
(Romano Penna, in Dizionario delle religioni, a cura di Giovanni Filoramo, Torino, Einaudi, 1993, p.317)

«JESUS CHRIST [...], also called Jesus of Nazareth (b. c. 6 ), Judaea—d. c. 30 (Jerusalem), founder of the Christian faith and arguably the most important figure in the history of western civilization.»
('Jaroslav Pelikan in Britannica Encyclopedia of World Religion, 2006, p.568)
Enciclopedia Treccani

ENCYCLOPÉDIE LAROUSSE

«Gesù Cristo. Il fondatore del cristianesimo, nato a Betlemme...»
(Gesù Cristo in Dizionario delle religioni, a cura di John R. Hinnells, Padova, Franco Muzzo, 1984, p.132; è l'edizione italiana del The Penguin Dictionary of Religions con prefazione di Elèmire Zolla)

«Jesus (c. ...) the founder of Christianity.»
(Jesus in The Oxford Dictionary of Jewish Religion, Oxford, Oxford University Press, 1997 p.368)

«JESUS (d. 30 C.E.), whom Christianity sees as its founder and object of faith, was a Jew who lived toward the end of the Second Commonwealth period.»
(Jesus in Encyclopaedia Judaica, vol.11. New York, Gale, 2007, p.246)

«Jesus of Nazareth (ca. 4 B.C.-A.D. 29), also known as Jesus Christ, was the central personality and founder of the Christian faith.»
(Jesus in Encyclopedia of World Biography, vol. 8. New York, Gale, 1998 p.251)
2. ↑   L'attesa messianica del popolo ebraico, su esodoassociazione.it.
3. ↑  (EN) Joshua, su behindthename.com, Behind the Name. URL consultato il 31 maggio 2013.
4. ↑   Holman References, Holman Illustrated Pocket Bible Dictionary, Pocket Reference Edition,  p. 190, ISBN 978-1-58640-314-0.
5. ↑  Cfr. in tal senso J.H. Charlesworth, Jesus and Archaeology, 2006, e J.H. Charlesworth, Jesus within Judaism: New Light from Exciting Archaeological Discoveries, ABRL 1, New York-London 1988.
6. ↑  Ahmad V. Abd al Waliyy, Islam. L'altra civiltà, Mondadori, 2001, pp. 280-281
7. ↑   sura Al-Ikhlas - 1-4, su Quran.com. URL consultato il 16 febbraio 2025.
8. ↑   Gv 18,31-33, su La Parola - La Sacra Bibbia in italiano in Internet.
9. ↑   Gv 18,37-38, su La Parola - La Sacra Bibbia in italiano in Internet.
10. ↑  Vedi Bibbia TOB, pp. 2919-2920.
11. ↑  Vedi in merito Gnosticismo.
12. ↑  Tra questi Emil Schürer (The History of the Jewish People in the Age of Jesus Christ (175 B.C.- A.D. 135), 4 voll., Edimburgo, T. & T. Clark, 1973-87) e Henry Chadwick (The Early Church, Londra, Penguin, 19932).
13. ↑  Cfr. Giosuè (Bibbia).
14. ↑  «Messia», in Enciclopedia di Filosofia. Garzanti, Milano, 2007, pp. 709-10.
15. ↑  Vedi in merito  Lc 1,26-38, su laparola.net..
16. ↑  Vedi in merito  Gv 6,15;18,36, su laparola.net..
17. ↑  Vedi in merito il paragrafo Gesù nella storiografia moderna.
18. ↑  Riadattamento riassuntivo di Angelico Poppi. Sinossi quadriforme dei quattro vangeli. 1992.
19. ↑   Gv 1,1-18, su La Parola - La Sacra Bibbia in italiano in Internet.
20. ↑   Mt 1,1-17, su La Parola - La Sacra Bibbia in italiano in Internet.
21. ↑   Lc 3,23-38, su La Parola - La Sacra Bibbia in italiano in Internet.
22. ↑   Mt 1,18-25, su La Parola - La Sacra Bibbia in italiano in Internet.
23. ↑   Lc 1,26-38, su La Parola - La Sacra Bibbia in italiano in Internet.
24. ↑   Mt 1,25-2,1, su La Parola - La Sacra Bibbia in italiano in Internet.
25. ↑   Lc 2,1-20, su La Parola - La Sacra Bibbia in italiano in Internet.
26. ↑   Mt 2,1-12, su La Parola - La Sacra Bibbia in italiano in Internet.
27. ↑   Lc 2,22-39, su La Parola - La Sacra Bibbia in italiano in Internet.
28. ↑   Mt 2,13-23, su La Parola - La Sacra Bibbia in italiano in Internet.
29. ↑   Lc 2,41-50, su La Parola - La Sacra Bibbia in italiano in Internet.
30. ↑   Mt 3,13-4,11, su La Parola - La Sacra Bibbia in italiano in Internet.
31. ↑   Mc 1,9-13, su La Parola - La Sacra Bibbia in italiano in Internet.
32. ↑   Lc 3,21-22;4,1-13, su La Parola - La Sacra Bibbia in italiano in Internet.
33. ↑   Mt 4,12-20,34;21,18-25,46, su La Parola - La Sacra Bibbia in italiano in Internet.
34. ↑   Mc 1,14-10,52;11,20-13,37, su La Parola - La Sacra Bibbia in italiano in Internet.
35. ↑   Lc 4,14-19,27;20,1-21,38, su La Parola - La Sacra Bibbia in italiano in Internet.
36. ↑   Gv 1,35-12,50;13,31-17,26, su La Parola - La Sacra Bibbia in italiano in Internet.
37. ↑   Rm 15,18-19, su La Parola - La Sacra Bibbia in italiano in Internet.
38. ↑   Mt 21,1-11, su La Parola - La Sacra Bibbia in italiano in Internet.
39. ↑   Mc 11,1-10, su La Parola - La Sacra Bibbia in italiano in Internet.
40. ↑   Lc 19,29-44, su La Parola - La Sacra Bibbia in italiano in Internet.
41. ↑   Gv 12,12-15, su La Parola - La Sacra Bibbia in italiano in Internet.
42. ↑   Mt 26,26-29, su La Parola - La Sacra Bibbia in italiano in Internet.
43. ↑   Mc 14,22-25, su La Parola - La Sacra Bibbia in italiano in Internet.
44. ↑   Lc 22,15-20, su La Parola - La Sacra Bibbia in italiano in Internet.
45. ↑   Gv 13,1-11, su La Parola - La Sacra Bibbia in italiano in Internet.
46. ↑   1Cor 11,23-26, su La Parola - La Sacra Bibbia in italiano in Internet.
47. ↑   Mt 26,30-27,66, su La Parola - La Sacra Bibbia in italiano in Internet.
48. ↑   Mc 14,32-15,47, su La Parola - La Sacra Bibbia in italiano in Internet.
49. ↑   Lc 22,39-23,56, su La Parola - La Sacra Bibbia in italiano in Internet.
50. ↑   Gv 18-19, su La Parola - La Sacra Bibbia in italiano in Internet.
51. ↑   Mt 28,9-10, su La Parola - La Sacra Bibbia in italiano in Internet.
52. ↑   Mc 16, su La Parola - La Sacra Bibbia in italiano in Internet.
53. ↑   Lc 24,1-49, su La Parola - La Sacra Bibbia in italiano in Internet.
54. ↑   Gv 20, su La Parola - La Sacra Bibbia in italiano in Internet.
55. ↑   Mt 28,16-17, su La Parola - La Sacra Bibbia in italiano in Internet.
56. ↑   Gv 21, su La Parola - La Sacra Bibbia in italiano in Internet.
57. ↑   Mc 16,19, su La Parola - La Sacra Bibbia in italiano in Internet.
58. ↑   Lc 24,50-53, su La Parola - La Sacra Bibbia in italiano in Internet.
59. ↑   At 1,6-11, su La Parola - La Sacra Bibbia in italiano in Internet.
60. ↑   Lc1,26-38, su La Parola - La Sacra Bibbia in italiano in Internet.
61. ↑   Mt1,18-25, su La Parola - La Sacra Bibbia in italiano in Internet.
62. ↑   Mt1,25-2,1, su La Parola - La Sacra Bibbia in italiano in Internet.
63. ↑   Lc2,1-20, su La Parola - La Sacra Bibbia in italiano in Internet.
64. ↑   Lc2,21-52, su La Parola - La Sacra Bibbia in italiano in Internet.
65. ↑   Mt2, su La Parola - La Sacra Bibbia in italiano in Internet.
66. ↑  Vedi in merito: Nunc dimittis.
67. ↑   Mt2,23;4,13;Mc1,9;Lc1,26;2,4;2,39.51;Gv1,45-46, su La Parola - La Sacra Bibbia in italiano in Internet.
68. ↑   Mt13,55, su La Parola - La Sacra Bibbia in italiano in Internet.
69. ↑   Mc6,3, su La Parola - La Sacra Bibbia in italiano in Internet.
70. 1 2 3  Vedi Fabris, op. cit., p. 93-94.
71. ↑  Vedi R.V.G. Tasker, voce «Fratelli di Gesù» in Nuovo dizionario enciclopedico illustrato della Bibbia, 1997, p. 392.
72. ↑   Mt19,10-12, su La Parola - La Sacra Bibbia in italiano in Internet.
73. ↑  Per un approfondimento sul celibato nella predicazione di Gesù, cfr. Carl Olson, Celibacy and Religious Traditions, Oxford University Press, 2008, pag. 67
74. ↑  Vedi p.es. William E. Phipps, Was Jesus Married? The Distortion of Sexuality in the Christian Tradition, 1970; Schalom Ben Chorin, Bruder Jesus, 1972.
75. ↑  Sul rabbino ben Azzai cfr. tra gli altri, Armand Puig i Tárrech, Gesù, edizioni San Paolo, 2007, pag. 228.
76. ↑  The Jesus Scroll (1972); Holy Blood, Holy Grail (1982); The Gospel According to Jesus Christ (1991); The Woman with the Alabaster Jar (1993); Bloodline of the Holy Grail: The Hidden Lineage of Jesus Revealed (1996); Il codice da Vinci (2003); Jesus the Man: Decoding the Real Story of Jesus and Mary Magdalene (2006).
77. ↑  Vedi per esempio Robert W. Funk et al., The five gospels, San Francisco 1993, p. 221.
78. ↑   Mc5,41;7,34;15,34, su La Parola - La Sacra Bibbia in italiano in Internet.
79. ↑   Gv7,15, su La Parola - La Sacra Bibbia in italiano in Internet.
80. ↑  Vedi Fabris, op. cit., p. 95.
81. ↑   Lc4,16-17, su La Parola - La Sacra Bibbia in italiano in Internet.
82. ↑  Ebraismo, di Hans Küng, p. 364, Rizzoli poi BUR, Milano 1993, 2007, ISBN 978-88-17-11229-1
83. ↑  Jesus, Gottheit und Menschheit. Die grossen Religionsstifter und ihre Lehren, di Hans-Joachim Schoeps, p. 56, Darmstadt 1954
84. ↑   Lc4,31;Mc1,21, su La Parola - La Sacra Bibbia in italiano in Internet.
85. ↑   Lc3,23, su La Parola - La Sacra Bibbia in italiano in Internet.
86. 1 2  Vedi in merito il paragrafo Quando e dove.
87. ↑   Lc3,1, su La Parola - La Sacra Bibbia in italiano in Internet.
88. ↑   Gv2,20, su La Parola - La Sacra Bibbia in italiano in Internet.
89. ↑   Mt3,13-17;Mc1,9-11;Lc3,21-22, su La Parola - La Sacra Bibbia in italiano in Internet.
90. ↑   Mt4,1-11;Mc1,12-13;Lc4,1-13, su La Parola - La Sacra Bibbia in italiano in Internet.
91. ↑   Lc4,12-13, su La Parola - La Sacra Bibbia in italiano in Internet.
92. ↑   Gv2,13.23, su La Parola - La Sacra Bibbia in italiano in Internet.
93. ↑   Gv5,1;6,4, su La Parola - La Sacra Bibbia in italiano in Internet.
94. ↑   Gv11,55;12,1;13,1, su La Parola - La Sacra Bibbia in italiano in Internet.
95. ↑  Vedi p. es.  Mc1,39, su laparola.net.: «e andò per tutta la Galilea».
96. ↑   Mt4,17, su La Parola - La Sacra Bibbia in italiano in Internet.
97. ↑  Vedi p.es.  Mt4,17;Mc1,14-15, su laparola.net..
98. ↑   Mt12,28;Lc11,20, su La Parola - La Sacra Bibbia in italiano in Internet.
99. ↑   Gv18,36, su La Parola - La Sacra Bibbia in italiano in Internet.
100. ↑   Mt16,15-20;Mc8,29-30;Lc9,20-21, su La Parola - La Sacra Bibbia in italiano in Internet.
101. ↑   Mc14,61-62, su La Parola - La Sacra Bibbia in italiano in Internet.
102. ↑   Mt22,35-40;Mc12,28-31, su La Parola - La Sacra Bibbia in italiano in Internet.
103. ↑   Mt23,13-35, su La Parola - La Sacra Bibbia in italiano in Internet.
104. ↑   Mt5,17-20, su La Parola - La Sacra Bibbia in italiano in Internet.
105. ↑   Mt12,28;Lc11,20;Lc17,21, su La Parola - La Sacra Bibbia in italiano in Internet.
106. ↑   Mt4,17;Mc1,14-15, su La Parola - La Sacra Bibbia in italiano in Internet.
107. ↑   Mt10,15;11,22;11,24;12,36, su La Parola - La Sacra Bibbia in italiano in Internet.
108. ↑   Mt10,5-6;15,24, su La Parola - La Sacra Bibbia in italiano in Internet.
109. ↑   Mt8,28;15,21;16,13, su La Parola - La Sacra Bibbia in italiano in Internet.
110. ↑   Mt24,14;28,19, su La Parola - La Sacra Bibbia in italiano in Internet.
111. ↑   Mt9,11;11,19, su La Parola - La Sacra Bibbia in italiano in Internet.
112. ↑   Mt19,14, su La Parola - La Sacra Bibbia in italiano in Internet.
113. ↑   Lc8,2-3, su La Parola - La Sacra Bibbia in italiano in Internet.
114. ↑   Gv4,40, su La Parola - La Sacra Bibbia in italiano in Internet.
115. ↑   Mt21,31, su La Parola - La Sacra Bibbia in italiano in Internet.
116. ↑   Mt9,10, su La Parola - La Sacra Bibbia in italiano in Internet.
117. ↑   Lc19,2-5, su La Parola - La Sacra Bibbia in italiano in Internet.
118. ↑   Matteo 9:32-34, su laparola.net.,  Matteo 12:22-30, su laparola.net.,  Marco 3:22-27, su laparola.net.,  Luca 11:14-15, su laparola.net.,  Luca 11:17-23, su laparola.net.
119. ↑   Marco 9:38-40, su laparola.net.
120. ↑   Luca 10:17-20, su laparola.net.
121. ↑  Vedi in merito  Mt 17:1-8, su laparola.net.,  Mc 9:2-8, su laparola.net.,  Lc 9:28-36, su laparola.net..
122. ↑  Vedi in merito: Data di morte di Gesù.
123. ↑  Annie Jaubert, La date de la cène, Parigi, 1957. Vedi anche Fabris, op. cit., pp. 403-404.
124. ↑  Vedi Fabris, op. cit., pp. 400-404.
125. ↑  Vedi in merito il paragrafo: Inizio del ministero.
126. ↑   Mc16,2;Lc24,1;Gv20,1, su La Parola - La Sacra Bibbia in italiano in Internet.
127. ↑   Mt28,1, su La Parola - La Sacra Bibbia in italiano in Internet.
128. ↑  Vedi Bibbia TOB, nota a  Mt 28,1, su laparola.net..
129. ↑   Gv21,1-2;At1,3;At3,15;1Cor15,3-8, su La Parola - La Sacra Bibbia in italiano in Internet.
130. ↑   Ap21,1, su La Parola - La Sacra Bibbia in italiano in Internet.
131. ↑  Andrea Filippini, Protocristianesimo - Il cristianesimo del I secolo alla luce degli scritti neotestamentari, p.14, Ginevra Bentivoglio Editoria, Roma, 2013. ISBN 9788898158089
132. ↑  Paul Mattei, Il cristianesimo antico. Da Gesù a Costantino, p.71, Il Mulino, Bologna, 2012. ISBN 978-88-15-23762-0.
133. ↑  Ed Parish Sanders, "Gesù la verità storica", Mondadori, 1995 (titolo originale, The Historical Figure of Jesus, 1993).
134. ↑  Giancarlo Gaeta, Il Gesù moderno, Einaudi, 2009, pagg. 7-8.
135. ↑  Mauro Pesce, in Augias-Pesce, “Inchiesta su Gesù”, Mondadori, 2006, pag. 235
136. 1 2  Questa definizione è stata proposta da Vittorio Messori, op. cit.
137. ↑   Lev 1-7, su laparola.net.
138. ↑   Eb 9,14;10,5-10, su La Parola - La Sacra Bibbia in italiano in Internet.
139. ↑   Rm 5,19, su La Parola - La Sacra Bibbia in italiano in Internet.
140. ↑  Vedi Catechismo della Chiesa Cattolica, nn. 651-655; Trentanove articoli di fede, art. 4;28.
141. ↑   Rm 4,25;6,4, su La Parola - La Sacra Bibbia in italiano in Internet.
142. ↑   1Cor 15,20-22, su La Parola - La Sacra Bibbia in italiano in Internet.
143. ↑   Gv1,1;8,58;17,5, su La Parola - La Sacra Bibbia in italiano in Internet.
144. ↑   Gv1,3, su La Parola - La Sacra Bibbia in italiano in Internet.
145. ↑   Ap 22,13, su La Parola - La Sacra Bibbia in italiano in Internet.
146. ↑   Mt28,19, su La Parola - La Sacra Bibbia in italiano in Internet.
147. ↑   1Cor 12,3, su La Parola - La Sacra Bibbia in italiano in Internet.
148. ↑   2Cor 13,13, su La Parola - La Sacra Bibbia in italiano in Internet.
149. 1 2  Vedi Basilide, citato da Ireneo di Lione (Contro le eresie, I, 24, 4, testo EN): «Costui fu crocifisso per errore, in quanto Cristo l'aveva trasformato in maniera tale che essi lo scambiarono per Gesù. A sua volta Gesù prese l'aspetto di Simone e stava lì vicino prendendosi gioco di loro». Vedi inoltre la voce: Secondo trattato del grande Set.
150. ↑   1Gv 1,1-3, su La Parola - La Sacra Bibbia in italiano in Internet.
151. ↑  Vedi: Jean Daniélou; Henri Marrou, Nuova storia della Chiesa, 1976, p. 308-309.
152. ↑  Vedi Denzinger-Schönmetzer, n. 125.
153. ↑  Vedi Denzinger-Schönmetzer, n. 150.
154. ↑  Vedi Denzinger-Schönmetzer, nn. 252-263.
155. ↑  Vedi Denzinger-Schönmetzer, n. 302.
156. ↑  Vedi Denzinger-Schönmetzer, nn. 421-438.
157. ↑  Vedi Denzinger-Schönmetzer, nn. 550-559.
158. ↑  Vedi Denzinger-Schönmetzer, nn. 600-603;605-609.
159. ↑  Vedi Major Religions of the World Ranked by Number of Adherents Archiviato il 15 giugno 2008 in Internet Archive., adherents.com.
160. ↑  Perspicacia nello Studio delle Scritture, paragrafo Esistenza preumana di Gesù Cristo, pag. 1060, volume I, Watch Tower 1988
161. ↑  Perspicacia nello Studio delle Scritture, voce Michele, pag. 277, volume II, Watch Tower 1988
162. ↑  Vedi: Dottrina e Alleanze 110,3-4.
163. ↑  Vedi: Perla di gran prezzo, Mosè 1,1.
164. ↑  Vedi: Libro di Mormon, 3Nefi 11,27.
165. ↑  Vedi la voce: «Dio, Divinità», in Guida alle Scritture.
166. ↑  Vedi: Libro di Mormon, 3Nefi 11.
167. ↑   David Wolfe, Examples of the use of deception by The Unification Church [Esempi di utilizzo dell'inganno dalla Chiesa dell'unificazione] (PDF), su spiritwatch.org.
«An outsider doctrine is presented to the general public or potential converts which is more palatable and likely to be accepted, while the insider doctrine, presented to members or those deep within a group — is something completely different. A classic example of this can be found in the Unification Church. It has long been a secret inner teaching within the Unification Church, passed on by word of mouth, that Jesus was an illegitimate child, conceived through Mary having sexual intercourse with Zachariah the father of John the Baptist! (Such has been testified by many former Unification Church members). Realizing how such a repugnant teaching might shock and turn away potential converts, especially Christians, it was attempted to keep word of this doctrine within their Church.»
168. ↑  Vedi: Unification Church Archiviato il 29 dicembre 2006 in Internet Archive., da Biblical Discernment Ministries Archiviato il 16 febbraio 2008 in Internet Archive..
169. ↑  Vedi Martin Lutero, Weimar Ausgabe, 26, 442.
170. ↑  Giovanni Calvino, Istituzione della religione cristiana, libro IV, 17, 10-11.
171. ↑  Vedi Compendio del Catechismo della Chiesa Cattolica, 2005, n. 581.
172. ↑   Mt6,9-13, su La Parola - La Sacra Bibbia in italiano in Internet.
173. ↑  Vedi: P.E. Damon et alii, Radiocarbon dating of the Shroud of Turin, «Nature», vol. 337, n. 6208 [1989], pp. 611-615.
174. ↑  Vedi: La scienza ammette: "Forse sulla Sindone abbiamo sbagliato" Archiviato il 5 giugno 2008 in Internet Archive., «LaStampa.it», 23 marzo 2008.
175. ↑  Cfr. Maimonide, Lettera allo Yemen, par. 17, testo in inglese.
176. ↑  Jesus of Nazareth, paragrafi "The Last Supper" e "His Death".
177. ↑  Vedi Christine Schirrmacher, The Crucifixion of Jesus in View of Muslim Theology Archiviato il 14 maggio 2008 in Internet Archive., 1997.
178. ↑  Vedi Vangelo di Barnaba, nn. 216-217, testo EN Archiviato il 7 settembre 2008 in Internet Archive..
179. ↑  (EN) Peter Schäfer e Mark R. Cohen, Toward the millennium: messianic expectations from the Bible to Waco, Brill, 1998, ISBN 9004110372, OCLC 38765162.
180. ↑  Vedi Robert Stockman, Jesus Christ in the Baha'i Writings Archiviato il 30 settembre 2007 in Internet Archive., 1992.
181. ↑  Fede Bahá'í, 100 domande e 100 risposte Archiviato il 22 settembre 2015 in Internet Archive.
182. ↑  Vedi Eusebio di Cesarea, Preparazione evangelica.
183. ↑  Vedi l'intervista al Dalai Lama: Hollywood's Idol, «Christianity Today», 11 giugno 2001.
184. ↑  Vedi Swami Nikhilananda, «Introduzione» a The Gospel of Sri Ramakrishna, 1944, par. 34.
185. ↑  Vedi Paramahansa Yogananda, Autobiography of a Yogi, 2005.
186. ↑  Vedi Dan Taylor, The Jesus So Few Know, «The Good News. A Magazine of Understanding», marzo-aprile 2007.
187. ↑  Rudolf Steiner, Gerarchie spirituali e loro riflesso nel mondo fisico Zodiaco Pianeti Cosmo, traduzione di Lina Schwarz, Opera Omnia n. 110, Editrice Antroposofica, Milano, 2010, p. 179. ISBN 978-88-7787-393-4
188. ↑  In riferimento a tutto il paragrafo, vedi Flavio Caroli, Il volto di Gesù. Storia di un'immagine dall'antichità all'arte contemporanea, Mondadori, Milano 2008.